# Портрет итальянского Ренессанса
Портрет итальянского Ренессанса, Портрет эпохи Возрождения — один из самых плодотворных периодов в истории развития портретного жанра, время, когда в западноевропейском искусстве возник реалистический портрет. Этот новый реализм был тесно связан с новым пониманием личности и её места в действительности, с открытием мира и человека, произошедшим в этот период.

## Общая характеристика
В эпоху Ренессанса родился европейский реалистический портрет. Это произошло с признанием ценности внутреннего мира отдельного человека. По мере всё возрастающего индивидуализма в портретном искусстве возможность выражения субъективного мира выражается всё ярче, отчётливо появляясь в живописи XVI столетия.
Характерной чертой ренессансного итальянского портрета является почти полное отсутствие внутренних противоречий. Виктор Гращенков пишет: «человек, каким он был в ту эпоху, и человек, каким он должен быть согласно идеалу своего времени, выступают в нерасторжимом единстве целостного портретного образа. (…) Индивидуальное и типическое, реальное и идеальное, гармонически взаимопроникая друг в друга, определяют главное и непреходящее своеобразие ренессансного портрета». В портрете кватроченто человек обычно изображён спокойным, мужественным и мудрым, способным преодолеть все превратности фортуны, к концу века образ приобретает черты духовной исключительности и созерцательности.
Идейные и эстетические принципы ренессансного портрета тесно связано с зарождением и развитием гуманистической философии и неоплатонизма: «Трактовка индивидуальности в портрете XV века тесно связана с нормами гуманистической этики и её понятием uomo virtuoso. Отсюда же происходит и тот „благородный аристократизм“ образа, его независимый и светский характер, которыми отмечено портретное искусство эпохи. Сближение художественной жизни с идеологией гуманизма и её различными течениями обогащало реалистический язык портрета при сохранении в нём сильного типизирующего начала, порождённого возвышенным представлением о личном достоинстве человека и его исключительном положении в окружающем мире». В изображениях конкретных выдающихся людей Ренессанса их конкретные черты будут преломляться через призму типизирующих и индивидуальных представлений о человеке.

### Истоки сложения портрета в Италии
Прежде чем портрет приобрёл характер автономного светского жанра в форме станковой картины, он долгое время оставался составной частью многофигурной религиозной композиции — стенной росписи или алтарного образа. Эта зависимость портрета от монументальной живописи — определяющая черта станкового портрета XV века. Другие важные черты — сплав средневековой культуры с гуманистическим обращением к античному искусству, а также взаимодействие с портретом в медальерном искусстве и в пластике, где этот жанр сложился раньше. Медаль и бюст позволяют увидеть родовые связи ренессансного портрета с античной традицией. Другой существенный фактор развития итальянской портретной живописи — использование достижений нидерландских портретистов, в частности, с его воздействием связывают появление в Италии трёхчетвертного портрета.
Портрет возникает в эпоху Проторенессанса в результате роста самосознания личности и реалистических тенденций в искусстве. Он развивается разными путями в республиканских (бюргерских) и феодальных регионах Италии. В придворной среде он принимает форму самостоятельной станковой картины достаточно быстро, служа средством прославления государя и близких к нему. В рамках жизни городской коммуны индивидуальный портрет долго не может отделиться от вспомогательных жанров, так как граждане питали неприязнь к попыткам кого-либо выделиться. В такой среде портрет допускался как завуалированное изображение «великих людей города» или как дополнение к религиозным композициям; тенденция была преодолена во Флоренции в сер. XV века с приходом к власти династии Медичи. В последней трети XV века в ведущих школах Италии вырабатывается единая типология портрета.

## Портрет Раннего Возрождения
Истоки жанра реалистического портрета восходят к периоду позднего Средневековья. Первый этап в истории ренессансного портрета относится к кватроченто (XV век) — периоду раннего итальянского Возрождения.

### Монументальная живопись
В отличие от живописи Северной Европы, где портрет уже обособился в самостоятельную станковую картину, в итальянском Раннем Возрождении портрет ещё в большом количестве встречается включенным в монументальную живопись и алтарную картину. Типы «включенного» портрета:
- Донаторский портрет
- «Скрытый» портрет в образе святых, чаще — в образе дополнительных персонажей религиозной легенды.
- Портрет в сценах из общественной или придворной жизни
- Мемориальные портреты «знаменитых людей», украшавшие интерьеры.

#### Донаторский портрет
Является наиболее традиционным типом из вышеперечисленных. Донаторы изображались коленопреклонёнными и молящимися, обычно строго в профиль; мужчины — по правую руку от Мадонны или святого, а женщины — по левую; часто в сопровождении своих тезоименных святых покровителей. Порой продолжает сохраняться средневековая иерархическая диспропорция между людьми и небожителями (Джентиле да Фабриано, «Мадонна со святыми», Берлин; Якопо Беллини, «Мадонна с Лионелло д’Эсте», Лувр; Франческо Боттичини, «Св. Иероним с донаторами Ручеллаи», Лондон).
Более новаторская трактовка, про которой дистанция между двумя мирами показана не размерами, а композицией и психологическими нюансами. Теперь и молящиеся, и святые существуют в одной пространственной реальности, небесный мир становится осязаемо-трёхмерным. Первый памятник этого стиля — «Троица» Мазаччо в Санта-Мария-Новелла. В ней традиционная алтарная картина переведена в технику фрески и исполнена по-новому и оригинально с точки зрения композиции — донаторы стали неотъемлемой частью изображения. Правильная и энергичная перспектива интегрирует пространство фрески в пространство церкви, в которой она находится, равно как и натуроподобная архитектура. Лица донаторов написаны дотошно и без идеализации.
Следующий шаг к полному композиционному и психологическому объединению религиозных образов и портрета сделал Пьеро делла Франческа в «Алтаре Монтефельтро». Молящийся герцог, потерявший супругу в родах, и по случаю рождения ею долгожданного наследника заказавший эту картину, изображён коленопреклонённым в одиночестве. Его профиль выполнен с артистическим мастерством. По масштабу он на равных участвует в Святом Собеседовании.
Ту же тему, но решённую оригинальнее, демонстрирует алтарная картина Мантеньи «Мадонна делла Виттория», заказанная маркизом Франческо II Гонзага в память победы в битве при Форново. Программа задумывалась как Мадонна делла Мизерикордия, которая покрывала бы плащом маркиза и его братьев, а с другой стороны — его супругу Изабеллу д’Эсте, но эта идея не была осуществлена, и Богородица покрывает плащом лишь одного Франческо. Архитектурного окружения нет — присутствует зелёная беседка.
Более прозаичны и архаичны донаторские портреты у ломбардских и эмилианских художников: например, фреска Лоренцо Коста, (Капелла Бентивольо, церковь Сан Джакомо Маджоре, Болонья, 1488): использована традиционная схема алтарного образа, только святые заменены членами семьи Бентивольо.
- Лоренцо Коста. Алтарь Бентивольо. 1488. Капелла Бентивольо, церковь Сан-Джакомо-Маджоре, Болонья
- Пьеро делла Франческа. Сиджизмондо Пандольфо Малатеста перед святым Сигизмундом. 1451. Фреска. Темпио Малатестиано, Римини
- Джованни Беллини. Алтарь Барбариго. 1488. Базилика Сан-Пьетро Мартире, Венеция
- Франческо Боттиччини. Вознесение Девы. Ок. 1475. Национальная галерея, Лондон

Любопытна ещё одна фреска делла Франчески — «Сиджизмондо Малатеста перед святым Сигизмундом» (1451, Римини, церковь Сан Франческо). Сцена «рыцарского» поклонения отличается почти светским характером. Профиль Малатесты написан абсолютно портретно. В образе святого, возможно, написан император Сигизмунд I, который возвёл Малатесту в рыцари. Такой тип вотивных композиций будет развиваться в венецианской живописи (Джованни Беллини, «Дож Агостино Барбариго перед Мадонной», 1488, Мурано, Сан-Пьетро Мартире).
Другое решение вотивной композиции — донатор изображён не рядом со святым, а видит его издалека, как небесное видение. Впервые решение употреблено в картине Франческо Боттичини, «Успение Марии», (1474—1475, Лондон, Национальная галерея) с изображениями Маттео Пальмиери и его жены (лица сильно пострадали). Затем Перуджино написал на стене Сикстинской капеллы большой алтарный образ (1481; позднее уничтожен при работе Микеланджело), где изобразил Вознесение Марии с коленопреклонённым Сикстом IV. Два донаторских портрета в Апартаментах Борджа (Ватикан, 1492—94) созданы Пинтуриккьо и мастерской: Зал Таинств, простенок с люнетом, «Воскресение Христа» с папой Александром VI. Три пробудившихся стражника — возможно сыновья папы. Ещё одна фреска того же зала — «Вознесение Марии»: помощник художника, Антонио да Витербо написал донатора, возможно — Франческо Борджа, кузена и казначея папы. (В «Диспуте св. Екатерины Сиенской» там же в образе святой, как считается, изображена Лукреция Борджиа).
- Филиппо Липпи. Коронование Марии»
- Козимо Росселли. Алтарь из Радды
- Винченце Фоппа. Мадонна
- Пинтуриккьо. Мадонна делла Паче

Более камерная и эмоциональная тенденция трактовки донаторского портрета в алтарной композиции предполагала более тесную связь фигуры донатора с прочими. Чтобы подчеркнуть дистанцию между земным человеком и святыми, фигура донатора могла, например, наполовину выступать из люка в полу, или он мог быть написан полуфигурно у нижнего края картины, «обрезанный» им до плеч. Таким образом, фигура будто выходила из загробного мира. «Впервые более интимное и одновременно более иерархическое понимание образа донатора» встречается у Филиппо Липпи («Коронование Марии», 1441—1447, Уффици): в нижних углах два монаха (возможно, правый — автопортрет) и донатор, вставленные в многофигурную композицию, плохо связанные с ней, данные в другом масштабе и ракурсе. Художник не владеет перспективным символизмом Мазаччо, но уже старается художественно обособить портретные образы. Возможно, на веризм повлияли наброски скульптора Лоренцо Гиберти для «Райских врат». Мотив «поднимающегося из земли» донатора очевиден у Козимо Росселли («Алтарь из Радды», Палаццо Веккьо), где заказчик Бартоломео Каниджани обрезан поколенно. Но художники позднего кватроченто всё же вовлекают донаторов в эмоциональный строй картины: например, у Винченцо Фоппа («Мадонна», ок. 1480—86, Павия) младенец протягивает руки к донаторам — Маттео Боттиджелла, советнику миланского герцога; напротив его жена Бьянка Висконти. У Пинтуриккьо в «Мадонне делла Паче» (1488, Собор Сансеверино) младенец благословляет прелата Либерато Бартелли. Из Вазари известно, что он же написал любовницу Родриго Борджиа Джулию Фарнезе в образе Богоматери, благословляющей папу (не сохранилось, известно по поздней копии).
На новую тенденцию повлияло знакомство итальянцев с нидерландскими алтарями («Алтарь Портинари» ван дер Гуса, портреты Мемлинга). Это влияние появилось у Филиппино Липпи («Видение Марии св. Бернарду», ок. 1486, Фьезоле): заказчик Пьеро ди Франческо дель Пульезе изображён полуфигурой внизу, но взглядом активно участвует в действии. Другая его картина («Мадонна со святыми», ок. 1488, ц. Санто Спирито, Флоренция) изображает донатора Танаи деи Нерли и его жену Нанну деи Каппони, которые с изумлением взирают на чудо. В деталях очевидно внимательное изучение нидерландской живописи. Также эмоционально «Благовещение» (фреска капеллы Карафа, Санта Мария сопра Минерва, 1488—93), где заказчик кардинал Ольвиеро Карафа написан рядом с Фомой Аквинским, и Богородица почти что повернулась к архангелу спиной, сосредоточившись на безмолвном диалоге с донатором — решение чуть ли не еретическое. Его же «Поклонение волхвов» (1496, Уффици) включает изображение Пьерфранческо Медичи Старшего. Стоящий юноша выше, возможно его сын, Джованни иль Пополано Медичи.
- Копия с фрески Пинтуриккьо: папа поклоняется Мадонне, написанной с Джулии Фарнезе
- Филиппино Липпи. Видение Марии св. Бернарду
- Филиппино Липпи. Мадонна со святыми Мартином Турским и Екатериной Александрийской
- Филиппино Липпи. Поклонение волхвов

Другой художник, Перуджино, однажды нарушил традицию связывать образы донаторов со святыми композиционно: он создал портреты двух монахов (маслом) из обители Валломброзе близ Флоренции по имени Бьяджо Миланези, генерал ордена и Бальдассаре ди Антонио ди Анджело, управитель монастыря (ок. 1499, Уфицци). Это изображения голов, поднятых, с устремлёнными вверх взглядами — возможно, что эти изображения находились в пределле под алтарным образом «Вознесения Марии с четырьмя святыми» (1500, Уффици). То есть, эти портреты, визуально в настоящий момент воспринимающиеся как станковые, на самом деле функционально были тесно связаны с монументальной религиозной композицией. Также, с сильно поднятой головой, Перуджино нарисовал Сикста IV в несохранившемся алтарном образе Сикстинской капеллы на тот же богородичный сюжет (известен по рисунку круга Пинтуриккьо, Вена, Альбертина).
- Перуджино. Бьяджо Миланези
- Перуджино. Вознесение Марии
- Перуджино. Бальдассаре ди Антонио ди Анджело
- Рисунок несохранившейся фрески Перуджино

В Венеции подобные донаторские образы создавались не выходя из традиции небольших картин с Мадонной и святыми, изображёнными полуфигурно на фоне пейзажа. Создателем этого жанра стал Джованни Беллини, именно он дополнил композицию Святого Собеседования оплечным портретом донатора. Примеры таких произведений: «Мадонна со святыми и донатором» (мастерская Джованни Беллини, ок. 1500, Нью-Йорк, библ. Моргана), «Мадонна» (церковь Сан Франческо делла Винья, Венеция), «Мадонна» Паскуалино Венето (Эрмитаж, 1504), Андреа Превитали (Падуя, 1502). Венецианцам было мало простого благословения — Мадонна порой уже даже касается головы донатора; они подчёркивали прямую эмоциональную связь.
Витторе Карпаччо оригинально решил эту задачу, по своему перетолковав композицию традиционного «Поклонения младенцу» (1505, фонд Гульбенкяна): донаторы поклоняются Христу в одной эмоциональной плоскости со Святым Семейством, заменив евангельских пастухов. Донаторы становятся уже не зрителями, а соучастниками события.
Таким образом, итоговые выводы относительно донаторского портрета в эту эпоху таковы: как и все виды ренессансного портрета, он развивался в сторону всё большей реалистичности. Обращаясь к этому жанру, мастера пытались не просто запечатлеть акт молитвенного устремления к божеству, но и намекнуть на сложные связи личной жизни заказчика с символикой композиции (как например, в «Алтаре Монтефельтро»). Но рамки жанра ограничивали возможности раскрытия личности в портрете. До конца кватроченто донаторские портреты почти все одноплановы и даны в профиль, настроение у всех одно — благочестивое смирение и вера, которые смягчают дух достоинства, на самом деле более ярко свойственный людям Возрождения.

#### «Скрытые» портреты
Художник чувствовал себя намного свободнее, изображая современников как персонажей церковной легенды — соучастников и зрителей. Такая традиция (зародилась в треченто), в период Раннего Возрождения получает самое широкое распространение. Она начнёт пробивать себе дорогу с развитием творческого мышления мастеров Проторенессанса, которые начали все активнее оглядываться на природу в процессе работы и рисовать с натуры, насыщая работы реалистическими мотивами. Сначала выходило не очень и портретные зарисовки, порой сделанные по памяти, были довольно условными. Но постепенно внедрялся ренессансный метод «портретирования с натуры» (rittrarre di naturale), и индивидуальность в портретах начинает ощущаться все сильнее. Иногда эта «скрытая портретность» смягчается и прячется в типических чертах общего стиля, но чем дальше, тем откровеннее художники придают своим персонажам прямое сходство с современниками (заказчиками, друзьями), охотно рисуя и автопортреты в толпе. Портретные мотивы встречаются даже в обрамлениях росписей церквей — головы в медальонах.
Савонарола в одной проповеди упрекал художников, за то, что они в храмах изображают святых с лицами реальных людей, а молодые люди, видя тех на улицах, говорят: «эта — Магдалина, тот — Сан Джованни, вон та — Дева Мария».
Эти изображения поначалу ещё не портрет в точном смысле этого слова, пока ещё просто намек на связь данного образа с личностью заказчика. В живописи треченто и раннего кватроченто четкую грань между реалистически написанным типажом и портретом реального человека провести ещё трудно — черты растворяются в стереотипе, лица в толпе ещё довольно схематичны. Впрочем, для современников они казались более индивидуальными, чем для нас сейчас, и тщеславие удовлетворяли, будучи опознаваемы современниками. Со временем портретных фигур становится всё больше, своей индивидуальностью и костюмом они уже явно отличаются от идеальных типов других фигур. Это замечают современники, и отражают своё мнение в письменной истории произведения искусства наравне с историей о собственно его создании (таких «анекдотов» много у Вазари). По мере роста мастерства реалистического портретирования эти фигуры уже решительно бросаются в глаза. Художники не упускают возможности поместить в свою картину автопортрет. На протяжении XV века «скрытый» портрет становится все более явным; отдельные персонажи религиозного полотна превращаются в групповые портреты, которые располагаются на переднем плане с очевидной демонстративностью (особенно в 1480—1500 гг.). При этом одновременно происходят качественные изменения в характере портретов в этом жанре, поскольку возникает новое понимание дидактической функции церковной живописи. Возрастающая реалистичность проистекает из новых форм донаторского и станкового портрета. (Учёным XX века нравится строить гипотезы об отождествлении персонажей с реальными лицами, но без опоры на надежный иконографический материал это занятие остается «салонной игрой»).

##### Фрески
Новаторская роль в этом вопросе опять принадлежала Мазаччо, который в церкви Санта Мария дель Кармине (Флоренция) написал фреску на сюжет торжественного освящения этого храма архиепископом Америго Корсини, имевшем место в апреле 1422 года. Не сохранившаяся до наших дней фреска находилась в монастырском дворе на стене над входом, была выполнена монохромно («зелёной землей»). Вазари сообщает о бесчисленном количестве изображённых там именитых граждан города, следовавших за процессией. Композиция реконструируется по его описанию и по ряду рисунков (в том числе молодого Микеланджело). Скорее всего, она походила на мазаччевское «Чудо со статиром» и «Воскрешение сына Теофила» (Капелла Бранкаччи). В центре, видимо, изображался сам акт посвящения церкви, а по обе стороны — симметрично стоящие фигуры граждан, которые располагались рядами, уходящими в глубину. Может быть, под влиянием этой фрески Гирландайо написал «Воскрешение сына нотариуса» (1482—85, церковь Санта Тринита), а Биччи ди Лоренцо — «Освящение госпитальной церкви Сант Эджидио папой Мартином V в сентябре 1420 года» (1420—21, Санта Мария Нуова), впрочем, по датам выходит, что Биччи ди Лоренцо мог написать свою работу раньше Мазаччо. Мазаччо, в отличие от него, представил сцену освящения не как церковный акт, а как торжественное событие из гражданской жизни Флоренции, перенеся акцент на портреты выдающихся современников.
О стиле портретов Мазаччо мы можем судить по двум головам из «Крещения Петром новообращенных» из Капеллы Бранкаччи, которые трактованы портретно, с учётом перспективного сокращения черт лица, светотеневой проработкой форм и чередованием пространственных планов. Возможно, это два члена семьи Бранкаччи, то, что они являются «дополнением», бросается в глаза. Мазолино в своей фреске «Проповедь Петра» из той же капеллы пошёл по тому же пути (три фигуры за спиной апостола, трактованные портретно). Вазари считал, что Мазаччо написал автопортрет в «Чуде со статиром», по другим предположениям — это заказчик Феличе Бранкаччи, а автопортрет — третий с правого края в «Воскрешении сына Теофила». Исследователи построили множество гипотез о том, кто мог быть изображён в виде других персонажей фрескового цикла капеллы, основываясь на истории Флоренции, впрочем, все эти версии остаются недоказуемыми.
Результаты художественной реформы Мазаччо сказались не сразу, на первых порах проявляясь в форме компромисса Ренессанса и готики, который в творчестве разных художников воплощался по-разному. Преобладала, в целом, условно-идеализирующая интерпретация модели, которая легко стирала грань между портретом и типом в многофигурной композиции на религиозную тему. Так, например, творчество Мазолино — уже шаг назад по сравнению с Мазаччо (фрески в капелле Екатерины Александрийской в Сан Клементе, Рим, 1427—31): в «Диспуте Екатерины» опознаются портреты кардинала Бранда Кастильоне и доминиканца Джованни Доминичи (слева) и двух низложенных пап — Григория XII и Иоанна XXIII (справа); а в «Екатерине и императоре-идолопоклоннике» — Сигизмунд I. Художник желал связать роспись с событиями недавнего собора в Констанце и борьбой за укрепление папства. Готическая струя видна в его фресках баптистерия в городе Кастильоне Олона (1435): в «Проповеди Иоанна Крестителя», возможно, он изобразил Альберти (левый на откосе); в «Явлении ангела Захарии» также видны портретные головы, которые опознаются по своей жизненности и тому, что расположены у краев композиции. Высказывались предположения, впрочем, гипотетические, что голова Ирода в «Крестителе, обличающем Иродиаду» — Филиппо Мария Висконти, или Никколо III Феррарский; а в «Пире Ирода» — император Сигизмунд, или кондотьер Пиппо Спано, или кардинал Бранда Кастильоне.
Подобные портреты не предусматривались традиционной иконографией и довольно долго механически «вставлялись» по краям композиции либо между персонажами легенды по мере работы над росписью, иногда уже поверх высохшего слоя. Эта новая мода на «скрытые» портреты получает широкое распространение во 2-й четверти XV века. Римский обычай изображать пап с окружением за Мазолино подхватил фра Анжелико: фрески капеллы Никколина (1448) со сценами из жития св. Лаврентия изображают легендарного папу Сикста II с лицом папы Николая V, заказчика. Гращенков пишет: «Фра Анжелико и его ближайший помощник Беноццо Гоццоли обнаруживают здесь как портретисты изрядную беспомощность». Более заметны портреты донаторов во Спедале делла Скале (1441—44, Сиена) работы Доменико ди Бартоло, а также у Мантеньи в «Мученичестве св. Христофора» (ок. 1452, Капелла Оветари, церковь Эремитани) и Пьеро делла Франческа в «Казни Хосроя» (ок. 1464, Сан Франческо в Ареццо). Паоло Учелло во фреске «Потоп» (ок. 1450, Кьостро Верде, Санта-Мария-Новелла) помещает фигуру пожилого человека, который настолько отличается от мятущегося окружения, что сразу же воспринимается как инородная вставка. Эта фигура проникнута духом героических и стоических идеалов гражданского гуманизма и, возможно, является портретной.
- Фра Анжелико. Папа Сикст II вручает св. Лаврентию сокровища церкви для раздачи их бедным
- Доменико ди Бартоло. Уход за больными. Спедале-делла-Скале
- Мантенья. Мученичество св. Христофора. Деталь
- Пьеро делла Франческа. Казнь Хосроя. Деталь

##### Алтарные картины
К середине XV века «скрытые» портреты все активнее внедряются в религиозные композиции. Явно портретные образы теперь уже достаточно просто отличить от типических. Первые обычно профильные (наследие донаторского портрета). Но, хотя во фресках эта традиция уже закрепилась, в алтарных картинах (из-за их важности) портреты вводят осторожнее и сильнее «маскируя». Но и тут налицо тенденция всё большего приближения к реализму на фоне типических персонажей легенд.
Самая традиционная и простая форма возвеличивания заказчиков — изображение их в образе соименных святых. Мазолино в «Иоанн Креститель и св. Мартин» (1428—31, Филадельфия) так написал папу Мартина V. Вазари пишет, что он написал его же как св. папу Либерия в «Закладке базилики Санта-Мария-Маджоре в Риме» (1428—31, Каподимонте), а под видом римского патриция Иоанна — императора Сигизмунда. Более зрелый образец ранних форм «скрытого» портрета в картине находим у Фра Анжелико в «Снятии со креста» (ок. 1435—40, Флоренция, музей Сан Марко), где, по словам Вазари, человек в голубом позади Христа — архитектор Микелоццо, построивший капеллу, для которой предназначался образ. Другие скрытые портреты — заказчика Палла Строцци и членов его семей — более условны. По воле художника реальные люди становятся активными участниками евангельских событий. Иногда расшифровать иносказания трудно, например как в случае «Бичевания Христа» Пьеро делла Франческа (1455—60, Урбино), в правой половине которого изображены три явно портретные фигуры, но почему — непонятно. Подобных нерасшифрованных портретов, вероятно, остается достаточно много.
Мантенья в «Принесении во храм» (Берлин) написал по бокам вероятно, автопортрет и свою жену Никколозию Беллини, а Джованни Беллини, повторив его полотно (Венеция, галерея Кверини-Стампалия), заменил лишь боковые фигуры, может быть, свою и брата (Джентиле Беллини), матери и сестры Николозии, жены Мантеньи. Но тут лица ещё не отчетливо индивидуальны, в поздней картине Беллини «Мадонна со св. Павлом и Георгием» (1490-е, Венеция, Академия) портрет заказчика явно угадывается в святом Георгии; а в образе св. Николая Толентинского (1460—69, Польди-Пеццоли) тоже угадывается реальный персонаж. Математик брат Лука Пачоли возможно написан в толпе «Алтаря Монтефельтро» делла Франчески.
- Мантенья. Принесение Младенца в храм
- Джованни Беллини. Принесение Младенца в храм

Особенно любили вставлять «скрытые» портреты в изображения Поклонения волхвов: тема ритуального подношения трёх царей ассоциировалась с темой донаторства. Во 2-й пол. XV века оно станет одним из излюбленнейших сюжетов флорентийцев, вдобавок, и потому, что Медичи устраивали пышные театрализованные представления на эту тему. Джентиле да Фабриано положил начало этой традиции (1423, Уффици), создав образец по заказу того же Палла Строцци. В толпе он написал самого себя (по словам Вазари). Выдвигаются версии по опознанию заказчика и его сыновей, но лица персонажей пока ещё стереотипны и неиндивидуальны. Мазаччо на ту же тему (Берлин, 1426, разрозненный «Пизанский полиптих») более индивидуализирован — две фигуры могут быть изображениями заказчика нотариуса Джулиано ди Колино дельи Скарси и его близкого. Но для алтарной картины потребуется ещё время, чтобы портретные намеки стали неоспоримыми.
Доменико Венециано в своем «Поклонении» (1438—39, Берлин), возможно, написанном по заказу Пьеро Медичи, мог изобразить его с соколом на руке. Спустя сорок лет на ту же тему писал Боттичелли. Себя он написал у края картины обернувшимся, в толпе — представители трёх поколений семьи Медичи и свита Лоренцо Великолепного. Заказчиком картины был ростовщик Гуаспарре ди Дзаноби дель Лама, пожелавший сделать своим покровителям комплимент. Все лица слегка идеализированы, не имеют назойливой документальной точности, но вполне узнаваемы: это Козимо Медичи Старший, его сыновья и братья, Полициано, Пико делла Мирандола и т. д. Впоследствии Боттичелли будет повторять этот сюжет с другими «скрытыми» портретами, также будут делать Гирландайо и Перуджино. Появление настолько индивидуальных изображений в религиозной композиции — результат омирщления и сложения реалистической эстетики, а также развития гражданского честолюбия и понимания политической программы, требующей агитации. Происходит прославление тех, кто стоит у власти и заслуживает признания потомков, появляются портреты-панегирики.

##### «Монументальный» портрет
Во Флоренции Козимо Медичи и его наследники стараются подчеркнуть свою власть и исключительное положение, они финансируют художественные работы, их примеру в этом следуют их сторонники. Прерогатива коммуны становится областью частного меценатства. В монументальной живописи появляются портреты Медичи и их окружения. Республиканский идеал гражданского равенства, который сдерживал развитие индивидуального портрета, утратил своё значение. «Монументальный» портрет распространяется всё шире: единичные портретные образы сменяются группами, «скрытый» портрет становится явным, житийные повествования проникаются светским духом.
Начало ренессансному групповому портрету положил Мазаччо с описанной выше фреской церемонии освящения Кармине. Эта работа послужила образцом последующим флорентийским произведениям, но гражданственные идеалы Мазаччо трактуются в них уже по-другому. Политическая ситуация после прихода к власти Козимо Медичи определяла возможность широкого введения портретов в церковные росписи, а также выбор персонажей. Первый памятник, где отчетливо проявились новые тенденции, до наших дней не сохранился, но описание оставил Вазари (Доменико Венециано и Андреа дель Кастаньо, фрески в госпитальной церкви Сант-Эджидио, 1440—50 гг., уничтожен в XVII веке). Это здание имело отношение к семье Портинари: церковь Санта-Мария-Нуова основана Фолько Портинари (отцом Беатриче) в 1286 году, хор госпитальной церкви Сант-Эджидио считался их семейной капеллой. Новая церковь Сант-Эджидио была построена в 1418—20 гг. Биччи ди Лоренцо. Семья Портинари, тесно связанная с Медичи, пригласила художников, работавших по заказам владык города. Из источников известно, что роспись была начата в 1439 году Доменико Венециано. С ним помощником до 1442 года работал Пьеро делла Франческа. На левой стене в три регистра Венециано написал «Встречу у Золотых ворот» (1439), «Рождество Богородицы» (1441—42), «Обручение Марии» (1443—45), последняя фреска осталась незаконченной. Спустя 6 лет работы возобновил Андреа дель Кастаньо, расписав хор (1451): «Благовещение», «Введение во храм», «Успение Марии» (правая стена), но поссорившись с клиром церкви, он бросил работу, и только в 1461 году Алессо Бальдовинетти закончил фреску Венециано и украсил алтарную стену, завершив весь ансамбль. (В 1483 убранство завершил «Алтарь Портинари» Гуго ван дер Гуса, который повесили над главным алтарем). Вазари пишет, что в «Обручении Марии» Венециано написал множество портретов с натуры, в том числе коннетабля Бернардо Гвадальи, Фолько Портинари, других членов семьи, женщин. Во фресках дель Кастаньо были изображены другие соратники Медичи, а также мессера Бернардо ди Доминико делла Вольта, смотрителя госпиталя. Из слов Вазари ясно, что художники использовали новые принципы архитектурно-перспективного построения живописного пространства, которое потом станет характерным для всех циклов Флоренции. Эти утраченные фрески, безусловно, были важным этапом в становлении флорентийского «монументального» портрета. От них отталкивались Бальдовинетти и Гирландайо (ц. Санта Тринита), Филиппо Липпи (собор в Прато), и т. д.
Попробовать себе представить, каковы были портреты в этих фресках, можно по другим произведениям этих художников. Например, Андреа дель Кастаньо написал «Мадонну Пацци» (капелла замка Треббиа, после 1455, сейчас Палаццо Питти, Флоренция) и включил в типичную композицию фигурки двух детей Ренато и Оретты, сына и дочери заказчика Пьеро ди Андреа деи Пацци. Дети держат подарки для Мадонны, они обращены к зрителю, отвлекаясь от религиозного действия. Вероятно, это самые ранние портреты детей в живописи кватроченто. Интересно вспомнить образ святого Юлиана его же работы (ц. Сантиссима Аннунциата, Флоренция, 1454), на фоне пейзажа его родного городка Кастаньо, которая может быть идеализированным автопортретом (согласно источникам, там же в несохранившейся фреске он написал свою жену в образе Марии Магдалины).
Филиппо Липпи в своих росписях хора собора в Прато тоже опирался на опыт фресок Сант Эджидио. Сначала роспись на тему жития св. Стефана и Иоанна Крестителя была заказана фра Анжелико, но тот отказался, и Липпи начал работу в 1452 году, позднее к нему присоединился его помощник фра Диаманте. Цикл был закончен к 1465 году. Правая стена была украшена сценами из жизни Крестителя (покровителя Флоренции), а левая — св. Стефана (первоначальный покровитель собора и города Прато, теперь принадлежавшего Флорентийской республике). Две фрески нижнего регистра (самые поздние) отличаются художественной зрелостью: это «Пир Ирода» и «Богослужение над останками св. Стефана». Во второй фреске очевиден уже сложившийся тип композиции монументального группового портрета, уже определивший последующее развитие этого жанра в церковной живописи Раннего Возрождения. Во фреске насчитывается свыше десяти портретных фигур, причём они составляют важную часть композицию. Первоначальный замысел (сохранился эскиз, Кливленд), не предполагал такого количества фигур. Фигуры полны спокойного достоинства, пространство трактовано с телесностью, пластика выявлена. Всё построение фрески, без сомнения, было подсказано мастеру «Освещением» Мазаччо. Изображены члены городской коммуны и попечительства собора. Фигура в красном в центре правой группы — возможно, папа Пий II, неопознанным остается Карло Медичи, а фигура в левой группе, читающая молитвенник — возможно Донато Медичи, епископ Пистойи и Прато.
Беноццо Гоццоли со своими росписями в капелле волхвов (Палаццо Медичи-Риккарди, 1459—1460), более консервативен, в нём больше готизирующих тенденций а-ля красочная интернациональная готика. Он воспроизводит новаторский теперь реализм в стиле и лицах, но при этом сохраняет декоративный эффект росписи и сказочную рыцарственность. Письма свидетельствуют, что художник беспрекословно слушался заказчика, Пьеро Медичи. Роспись покрывает все стены сплошным ковром, она задумана не как цикл фресок, а как единая декорация, непрерывно развёртывающаяся по стенам капеллы. Всего изображено около 150 фигур. Когда семья Медичи посещала капеллу, она видела на стенах знакомые лица и знакомые пейзажи. (Гращенков не соглашается с атрибуцией двух волхвов как константинопольского патриарха и византийского императора) Он считает, что реальные портреты сосредоточены только в двух местах: группе всадников во главе с Пьеро Медичи и группе фигур в красных шапках на противоположной стене в «Шествии Старого волхва». Этим изображениям присущи композиционная и ритмическая неслаженность, разнобой по масштабу — что является результатом того, что эти головы повторяют отдельные портретные зарисовки, сделанные с натуры вне привязки к композиции фрески. Особенно хаотичны головы во второй группе — они обращены в разные стороны, втиснуты в пейзаж без всякой связи друг с другом и механически заполняют пространство по принципу «куда удалось вставить». В этой «мозаике» очевидна беспомощность Гоццоли в вопросе композиции, так как он отказался от ренессансного принципа перспективно-пространственного единства частей в целом и лишился возможности создать связную портретную группу. Каждая из изображённых им голов при этом, взятая по отдельности, демонстрирует его мастерство в натуралистичной передачи лица, его владение передачей головы в различных поворотах и ракурсах. Его же подтверждают сохранившиеся рисунки художника на окрашенной бумаги серебряным штифтом с белилами. Эти фрески — «запоздалый цветок рыцарской культуры», в который включены реалистические портреты, которые находятся в диссонансе с праздничной готикой стиля изображений.
Во Флоренции Беноццо больше не работал, трудившись в тосканской провинции, где над ним не довлел столь жёсткий вкус заказчика и он старался приспособиться к новым идеалам живописи. Во фресках Сант Агостино в Сан-Джиминьяно (1464—65) он возвращается к перспективной композиции, которой он придерживался ранее, когда трудился вместе с фра Анжелико в Ватикане. В сцену «Св. Августин преподает риторику в Риме» он вполне умело включает 20 портретных фигур, впрочем, не внося в них ничего нового по сравнению с тем, что уже изобрели флорентийские живописцы. Затем он расписывал Кампосанто в Пизе (1469—84), куда, по словам Вазари, вписал множество портретов в натуре. Плохо сохранившиеся фрески «Встреча царя Соломона с царицей Савской», «Постройка Вавилонской башни» действительно включают портреты, но изображённые скучными и формальными равноголовыми рядами.
Его умбрийский последователь Лоренцо да Витербо расписал в 1469 году по заказу Нардо Маццатоста его фамильную капеллу (ц. Санта Мария делла Верита, Витербо), создав длинную фреску в нижней части стены с «Обручением Марии», которая включала множество фигур горожан (в том числе заказчика и местного хрониста).
Несохранившиеся фрески Алессо Бальдовинетти (1471—72, Санта Тринита, Флоренция) продолжили художественную линию флорентийских мастеров. Они украшали хор (капеллу Джанфильяцци) и содержали, по словам Вазари, множество портретов. Сохранился автопортрет художника, который его потомок вырезал при разрушении хора из фрески со сценой «Встречи Соломона с царицей Савской». В этих фресках, судя по перечислению изображённых лиц (из рода Медичи, Строцци и т. п.) отражается новый этап истории Флоренции — уже под властью Лоренцо Великолепного, прочно утвердившегося во главе государства.

##### Портретные фигуры в «историях»
Портретные фигуры и группы, включенные в «истории» позднего кватроченто стали следующим этапом портрета в монументальной живописи. В 1480-е традиция включать групповые портреты во фрески достигла апогея. Сцены Священного писания и церковной истории приобретают характер гражданского панегирика и политической аллегории. Портрет становится связующим звеном между реальностью и идеалом, назиданием и этической нормой. Поскольку портрет включался в сюжет на религиозный сюжет, то есть портретируемый становился «свидетелем» чуда, изображённые невольно становились полны высокого смысла происходящего, то есть преисполнялись величия и внушали уважение зрителю. Помимо власть имущих и членов их семей включались изображения выдающихся лиц — поэтов, учёных, военачальников.

###### Автопортреты
Наряду с появлением «скрытых» портретов заказчиков столь же уверенно возникают автопортреты художников (обычно у самого края композиции, будто являясь посредником, приглашающим зрителя обратить внимание на происходящее на фреске). О многих, особенно ранних автопортретах, нам известно из Вазари, но нередко они опознаются сами — по местуположения у края (за пределами активного действия), но обычно по напряжённому скошенному взгляду и зеркальной перевернутости абриса лица, которое усиливает асимметричность. Так опознан автопортрет Мазаччо в «Воскрешении сына Теофила» и автопортреты Боттичелли, Пинтуриккьо, Перуджино и Козимо Росселли (в Сикстинской капелле), Филиппино Липпи (капелла Бранкаччи), Козимо Росселлини (Сант Амброджо, Флоренция), Мелоццо да Форли или Марко Пальмедзано («Вход в Иерусалим», Лорето). Художники, подтверждая своё авторство, помещали себя и в алтарных картинах: Мантенья («Принесение во храм», 1545, Берлин), Гирландайо («Поклонение волхвов», 1488), Перуджино («Поклонение волхвов», ок. 1476). Иногда автопортреты маскировали под священные персонажи: Таддео ди Бартоло в образе апостола Фаддея (см. выше). Андера дель Кастаньо, возможно, написал себя в образе евангелиста Луки (капелла Сан Таразио, Венеция, 1442). Мантенья написал себя героизированно, в виде гигантской скульптурной головы у сводов на лицевой стороне арки капеллы Оветари (Падуя).
- Боттичелли. Возмущение против законов Моисея
- Перуджино. Передача ключей апостолу Петру
- Филиппино Липпи. Апостолы Петр и Павел перед проконсулом Агриппой и Распятие Петра
- Боттичелли. Поклонение волхвов

Сиенец Лоренцо Веккьетта в 1462 году расписывал стены 5-гранного хора Колледжаты в Кастильоне Олона и написал иллюзорную колоннаду с пролётами, в одной из которых нарисовал «окно» со своим, ещё пока довольно условным изображением. Первым пример демонстративного автопортрета показал Боттичелли в своем «Поклонении волхвов» (Санта-Мария-Новелла), затем Гирландайо написал портрет всей своей семьи (Капелла Торнабуони, Санта-Мария-Новелла, 1485—90): отца Томмазо, себя, брата Давида и шурина Бастиано Майнарди, помогавших ему в росписях. Лука Синьорелли в капелле Мадонны ди Сан Брицио (собор Орвьето, 1499—1504) написал себя во весь рост в «Проповеди и падении Антихриста» рядом с фра Анжелико, который начал роспись этой капеллы полувеком раньше в качестве отстранённых зрителей, наблюдающих за разворачивающимся ужасным зрелищем. Рафаэль аналогично напишет себя у края «Афинской школы».
Перуджино в 1497—1500 распишет приемный зал Колледжо дель Камбио (Перуджа) евангельскими сюжетами, аллегориями и гротескными орнаментами. На орнаментированной пилястре он напишет автопортрет, имитируя станковую картину, повешенную на цепочку. Под ней напишет латинскую надпись: «Петр — превосходный перуджинский живописец. Что утеряло искусство, вновь возродил он, живописуя. То, чего не было в нём, заново он изобрел. Год 1500». Пинтуриккьо повторит этот эксперимент (1500—1501, капелла Троило Бальони, ц. Санта Мария Маджоре, г. Спелло) во фреске «Благовещение», где его «портрет» будет «висеть» на стене и будет окружен иллюзорными обманками.

###### Прочие изображения
После сближения папы и Лоренцо Медичи в 1484 году группа флорентийских художников была приглашена в Рим, где вместе с умбрийскими мастерами в 1481—83 гг. украсили стены Сикстинской капеллы. Это были Боттичеслли, Перуджино, Гирландайо и Козимо Росселли, при участии своих помощников: Пинтуриккьо, Синьорелли, Бартоломео делла Гатта, Давид Гирландайо, Пьеро ди Козимо, Бьяджо д'Антонио. Эти фрески содержали множество портретных фигур (в сохранившихся 12 фресках насчитывается не менее сотни). Никак не связанные с библейским сюжетом, они откровенно даны как «вставные» группы, обычно по краям каждой композиции, будто выдвинутые из-за кулис. Большинство изображённых — родственники папы из семьи Делла Ровере и Риарио, а также члены курии и знатные союзники папы. В этих портретах виден накопленный опыт художников: любой портрет может быть вырезан из фрески и восприниматься как самостоятельная картина. У Боттичелли вышли прекрасные портреты в «Искушении Христа и очищение прокаженного» и в «Возмущении против законов Моисея» (среди фигур справа — предположительно Боттичелли, Алессандро Фарнезе и Помпонио Лето). Более архаичны по сравнению с портретами Боттичелли находящиеся там же работы Козимо Роселли, где портретные головы втиснуты между другими фигурами кое-как, напоминая Капеллу волхвов, причём, скорее всего, они написаны не им, а его помощниками.
Доменико Гирландайо, который в ранних работах (Мадонна делла Мизерикордиа с семейством Веспуччи, 1473, Оньисанти, Флоренция) ещё был достаточно беспомощен в портретировании, затем показав мастерство в более поздней работе (Похороны св. Фины, 1475, капелла Санта Фина, Колледжата ди Сан-Джиминьяно). В римской фреске «Призвание первых апостолов» священная тема обрастает множеством бытовых подробностей, за спиной Андрея и Петра помещена группа из 15 человек, как считается флорентийцев (в том числе грека-эллиниста Аргиропуло и Джованни Торнабуони). Сзади Христа и апостола дописан какой-то человек, видимо, позднее, так как он закрыл лодку в озере.
- Боттичелли. Возмущение против законов Моисея
- Гирландайо. Мадонна делла Мизерикордиа
- Гирландайо. Похороны святой Фины
- Гирландайо. Призвание первых апостолов. Сикстинская капелла, Ватикан

Перуджино в своих фресках Сикстинской капеллы также вписал множество портретных фигур. Ему помогал Пинтуриккьо («Крещение Христа», 1481), где справа стоит дружная семейная группа. В «Обрезании Моисеева сына» также заметны портретные образы, равно как и автопортрет в «Вручении ключей апостолу Петру», рядом, возможно, строитель капеллы Джованнино деи Дольчи. Вместо тесных групп в последней фреске портретные фигуры расставлены с большой естественностью поодиночке среди других свободно стоящих участников; движения их согласуются с сюжетом и ритмическим строем. Лица чрезвычайно характерны и очень далеки от идеального стереотипа.
Совместная работа флорентийцев и умбрийцев над этой капеллой обогатила их мастерство и как монументалистов, и как портретистов, что доказывают их последующие работы. Особенно успешно творил Гирландайо со своей «семейной» бригадой. Его капелла Сассетти (ц. Санта Тринита, 1482—5, Флоренция) стала настоящей хроникой города. Её заказчик Франческо Сассети был клиентом Медичи и одним из основателей их банка. Хотя в своем цикле жития св. Франциска художник ориентировался на цикл Джотто в Санта Кроче, в каждой его композиции (кроме «Стигматизации») есть портретные фигуры, причём по мере выполнения росписи их число и значение возрастало. Здесь изображены в сцене воскрешения мальчика — сам художник и его шурин Бастиано Майнарди, 5 дочерей заказчика со своими мужьями и женихами, Нери ди Джино Каппони, в сцене утверждения устава — Анджело Полициано с детьми Медичи, которых он воспитывал, Лоренцо Медичи, заказчик, его сыновья. Лица изображённых лишены идеализации, они изображены крайне индивидуально: профиль Лоренцо правдоподобно уродлив, а Сассетти прозаичен.
Следующая крупная работа Гирландайо была выполнена по заказу родного дяди Лоренцо Медичи — капелла Торнабуони в церкви Санта-Мария-Новелла. В двух нижних регистрах фрески были построены как архитектурно-интерьерные сцены, где зачастую главная роль отводилась портретным фигурам. Это не только представители мужской половины семьи Торнабуони и из друзья и родня, но также и многочисленные портреты женщин — в таком масштабе впервые во флорентийской живописи. В композициях Гирландайо, которые здесь скучноваты и прозаичны, воскрешаются жанрово-повествовательные традиции позднего треченто, но благодаря наблюдательности художника они крайне любопытны. Вазари перечисляет изображённых и хвалит их за натуроподобие. Известно, что многие портреты на этих фресках в 1561 году были опознаны одним стариком из семьи Торнаквичи, действительно заставшим некоторых людей с этой росписи ещё живыми. Его сведения (более точные, чем у Вазари) были записаны и сохранились. Сам заказчик Джованни Торнабуони и его жена Франческа (скончавшаяся ещё в 1477 году) изображены традиционно коленопреклоненно молящимися по сторонам окна. Все остальные портреты сосредоточены по большей части в 4-х композициях нижнего яруса, то есть наиболее удобно для обозрения. Мужские портреты даны в сценах, ближних к трансепту, женские — в сценах, отодвинутых в глубину, причём они более скрыты, так как органичней включены в изображённые сцены как действительные участницы, а не зрители евангельской истории. Мужские же портреты даны отстранённо. Портреты, очевидно, выполнялись Гирландайо в тесном сотрудничестве с мастерской. Больше всего фигур (25) на фреске «Благовещение Захарии»: места не хватило, и некоторые из них изображены не в рост, а обрезанными кромкой.
Оба цикла Гирландайо в истории раннего ренессансного портрета себе равных не имеют. Сравнение с работой Козимо Росселли (Капелла дель Мираколо, 1484—86, Сант-Амброджо, Флоренция) доказывает это. Его композиция «Чудо св. крови» навеяна фресками в капелле Сассетти, но его понимание введённого Гирландайо натурализма достаточно примитивно.
Филиппино Липпи продемонстрировал более продуктивное развитие этих традиций. Между 1481 и 1485 г. он завершил роспись капеллы Бранкаччи, постараясь приспособить свой стиль к манере Мазаччо, который начал её. Фреска Липпи «Воскрешение сына Теофила» особенно демонстрирует это стремление, поскольку фигуры Мазаччо соприкасались с ней вплотную. Филиппино написал «вставные» фигуры, явно портретные — девять в правой части фрески и пять в левой. Немало портретов и на противоположной стене с «Распятием Петра»: там есть сам художник, Антонио Поллайоло, Боттичелли и Луиджи Пульчи. Ещё несколько портретных фигур Филиппино поместил во фреске «Триумф Фомы Аквинского» (1488—93, капелла Карафа, Санта Мария сопра Минерва) по краям композиции.
Пинтуриккьо и его работы также весьма важны. На этого художника не повлияли флорентийцы, он сохранил верность умбрийской художественной традиции: колориту, стилю фигур, пейзажей, а также камерности художественной концепции. Его самая удачная работа — капелла Буфалини (ок. 1485, Санта Мария ин Арачели на Капитолийском холме, Рим). Фрески были посвящены св. Бернардину Сиенскому, покровителю семьи Буфалини (заказчику). На правой стене на фоне пейзажа художник написал несколько фигур, на 3/4 выступающих из-за цоколя, там присутствует «скрытый» портрет. На левой стене располагается композиция «Похороны св. Бернардина», в которой видна прямая преемственности от традиции Перуджино в Сикстинской капелле («Передача ключей») в гармочничной архитектуре. Заказчик Никколо Буфалини написан с левого края фрески в своем длинном адвокатском одеянии, перед ним идет паж; с противоположного края написан взрослый сын заказчика, позади него невестка с кормилицей и младенцем.
Также весьма удачны более поздние фрески Пинтуриккьо в Капелле Бальони в Спелло (откуда происходит рассмотренный выше его автопортрет-обманка). Маленький размер капеллы, как и предыдущем случае, позволил ему прибегнуть к глубинным пейзажным фонам и архитектурной декорации. во фреске «Христос среди учителей» он поместил заказчика Троило Бальони у левого края, рядом с ним неизвестный молодой человек, явно близкий ему.
- Пинтуриккьо. Похороны св. Бернардина. Капелла Буфалини
- Пинтукриккьо. Христос среди учителей. Спелло
- Пинтукриккьо. Диспут св. Екатерины Сиенской. Апартаменты Борджиа

В его же фресках в упоминавшихся выше Апартаментах Борджиа сохраняется очарование умбрийских пейзажей, но композиция более архаична, нарушена перспектива и применены рельефные орнаменты с позолотой. Одна из фресок — «Диспут св. Екатерины Сиенской» согласно легенде содержит портрет Лукреции Борджиа, изображённой в виде святой. В её левой части — ряд портретных лиц, например, считалось, что автопортрет — второй с края. В двух фигурах по краям императора усматривали двух знатных беглецов, живших в Ватикане — Андрея Палеолога, деспота Мореи (слева) и принца Джема, сына Мехмеда II.
Во всех рассмотренных произведениях монументальной церковной живописи складывается новый тип ренессансной «исторической» композиции. Легенда и реальность соседствует в них, но не сливается. Иногда два мира существуют параллельно, объединённые лишь общей иносказательной идеей, политической или морально-дидактической. Иногда художник показывает причастность реальных людей к свершающемуся чуду, не растворяя их образы в легенде. Подчас модели играют роль как актёры; иногда остаются лишь зрителями, безучастными внешне, но проникнутые сознанием важности происходящего. Хотя сегодня там такое смешение кажется механическим и разрушающим единство, но для современников это было своего рода литургическим шествием; зрители, созерцая фреску, представляли себя не зрителем, а соучастником, будто бы праздничного представления (миракли, мистерии, священные представления, живые картины). Алпатов сказал, что торжественные портретные фигуры во фресках составляли «нечто вроде хора в античной трагедии». Во фресках возникает новый theatrum — с архитектурными декорациями и размещением фигур на авансцене. Прихожанам в церкви изображённые на стенах служили примером, следует учитывать и психологический эффект узнавания.
Ассоциативной связи способствовали также помещаемые в церкви многочисленные портретные восковые фигуры ex voto — помещённые по обету, реалистически одетые и раскрашенные, в рост человека, а порой и конные (см. Вотивные портреты). Например, во флорентийской Сантиссима-Аннунциата в 1530 году находилось 600 таких фигур. Также в это время практиковалось снятие масок с умерших. Технически его усовершенствовал Верроккьо. Известно имя мастера Орсино Бенинтенди, который изготовил восковые изображения Лоренцо Медичи, которые заказали его друзья после заговора Пацци и гибели его брата Джулиано Медичи.
Всё это вместе — богослужение клира, прихожане, портретные манекены и бесконечные фрески на стенах создавали некий «священный театр». От этого храмового ансамбля до наших дней дошли лишь фрески, сохраняющие черты сценической зрелищности. Впечатлению способствовали воспоминания об ежегодно проводимых театрализованных религиозных представлениях, в которых участвовали люди в современных, а не исторических костюмах. Во Флоренции такой темой было «Поклонение волхвов» (отсюда популярность этого сюжета в живописи).

###### Венеция
Венецианская праздничная жизнь отражалась в циклах в помещениях религиозно-благотворительных братств (scuole), которые были более светскими, развлекательно-повествовательными, чем житийные циклы в церквях. В них также встречается множество портретных фигур.
Традиция таких циклов восходит к началу XV века: Джентиле да Фабриано и Пизанелло — росписи зала Большого совета в Палаццо Дожей на сюжет борьбы императора Фридриха Барбароссы с папой Александром III. Эти фрески быстро разрушались, и их было решено заменить картинами на холсте на тот же сюжет. Заказ поручили братьям Джентиле и Джованни Беллини в 1470-е. В этой работе, которая затянулась, приняли участие и Альвизе Виварини, Карпаччо и др. Эти картины также не сохранились и известны по описанию Вазари и прочих: там были портреты сенаторов, прокураторов, генералов, гуманистов и эллинистов.
Эти картины послужили образцом для других работ венецианских художников, выполненных по заказу братств. Один из самых обширных таких циклов украшал Скуола ди Сан Джованни Эванджелиста (11 холстов, сохранилось 9, сейчас в Венецианской Академии). Он был посвящён реликвии Св. Креста и его чудесам; создавался в 1494—1510 г. Перуджино, Джентиле Беллини, Мансуети, Карпаччо, Лазаро Бастиани, Бенедетто Диана. Особенно интересна картина Беллини «Процессия» (1496), где в толпу включено множество портретов члена братства; а также «Чудесное спасение реликвии» его же (1500), где в левом углу без расчета художественной цельности «вставлены» портретные фигуры (Джентиле написал себя, отца, брата, кузена и зятя Андреа Мантенью), не сопоставимые с остальными масштабно, а в правом углу изображена Катерина Корнаро с чередом профилей придворных дам. Его портретные образы в этих картинах — суховато документальные. Его ученик Джованни Мансуети в картинах того же цикла следовал этой манере. Витторе Карпаччо, его другой ученик, написал для цикла картину на сюжет исцеления реликвией бесноватого, где изобразил узнаваемый пейзаж и сосредоточил большую группу портретных фигур слева, под портиком и рядом (крайняя справа фигура в неестественном повороте — возможно, автопортрет).
- Карпаччо. Приём английских послов
- Карпаччо. Прощание св. Урсулы и её жениха со своими родителями и их отправление в паломничество
- Карпаччо. Встреча св. Урсулы и пилигримов с папой в Риме
- Братья Беллини. Проповедь апостола Марка в Александрии

Карпаччо вставляет такие же портреты (групповые и одиночные) в цикл своих картин на сюжет жития св. Урсулы (1490-98, для Скуола ди Сан Орсола, сейчас в Венецианской Академии). Во «Встрече святой с папой» (ок. 1493) поместил почти в центре фигуру в красном сенаторском облачении — портрет гуманиста Эрмолао Барбаро (идентифицирован по упоминанию в стихах). Особенно много портретов в «Прощании св. Урсулы и жениха с родителями» (1495): они занимают весь левый угол картины и располагаются на мостках, непосредственно участвуя в сцене. Возможно, это члены братства св. Урсулы и члены семьи Лоредан, патронов братства — по мнению ученых в «Приеме английских послов» донатор в красном в левом углу — Пьетро Лоредан, а две фигуры за оградой — его братья. Тем не менее, портретные образы Карпаччо переданы с оттенком меланхолии и поэтизма, которые отличают его от прозаического бытописания Джентиле Беллини.
Когда Джованни Беллини заканчивал за умершим братом Джентиле огромную «Проповедь апостола Марка в Александрии» (1504—7, Пинакотека Брера), его основная работа была написать портреты и поправить те, что уже сделал Джентиле. Очевидно, что в мастерстве портретирования Джованни продвинулся дальше брата. Под влиянием позднего портретного стиля Джованни Беллини выполнены портреты Карпаччо в «Диспуте св. Стефана» (1514, Брера), но фигуры не дробны, а объединены общностью эмоционального переживания.

#### Светская монументальная живопись
Изображения мемориального характера по причине своего назначения могли быть далеки от сходства с оригиналом, превратившись в идеальный облик, воображаемый портрет. Жанр вел происхождение от традиции «знаменитых мужей».
В 1-й пол. XV века мода писать знаменитых мужей (вместе с аллегориями добродетелей) укоренилась по всей Италии. Около 1420 года Биччи ди Лоренцо (по словам Вазари) украсил старый дом Джованни Медичи. Мазолино в 1429—31 украсил аналогично один из римских замков Орсини. Во Флоренции под воздействием гражданского гуманизма появляется новый вид монументального портрета (известен по литературным источникам). По заказу консулов и проконсулов цеха судей и нотариус их зал (Sede de Proconsulo) был украшен знаменитых граждан республики: Колуччо Салутати, Леонардо Бруни, Поджо Браччолини, Джанноццо Манетти, Дзаноби да Страда и Донато Аччайоли. Бруни был написан Андреа дель Кастаньо вскоре после смерти модели, посмертными были и изображения Поджо и Манетти (ничего не сохранилось).
Дошла другая роспись кисти того же художника — фрески виллы Кардуччо (1450—1451, Уффици): помимо Мадонны тут присутствовали фигуры прославленных флорентийцев, как политиков, так и литераторов. Они были написаны среди архитектурной декорации и казались ожившими статуи. Этот ансамбль был иллюзионистичным («живые статуи»), а портретное сходство было не явным из-за мемориально-исторического и идеально-героического характера живописи, в основе которой лежит идеал достоинства, доблести. В зависимости от способностей художника портреты этого жанра становились реально портретными — если он имел материал (портретные изображения моделей, посмертные маски, и т. д.), но всё равно они отличались сильной обобщённостью и тенденцией к укрупнению рисунка, пластики лица, монументализацей форм.
К стилю и духу фресок виллы Кардуччи близки две огромные фрески в соборе Флоренции, написанные Паоло Учелло и Андреа дель Кастаньо. Они имитировали скульптуру, были написаны почти монохромно и изображали конные памятники — надгробные монументы флорентийским кондотьерам Джону Хоквуду (см. «Надгробный памятник Джону Хоквуду») и Никколо да Толентино. (В это время в Италии изготавливать собственно конные статуи ещё не умели). В портрете Хоквуда кисти Учелло голова имеет подчёркнуто укрупнённые формы; спустя двадцать лет Кастаньо написал на стене вторую композицию, изобразив Толентино также с большой долей авторской вольности — это не столько портретное изображение, сколько художественная выдумка.
К этому же жанру «знаменитых людей» принадлежит цикл из 28 полуфигур, написанным нидерландцем Юстусом ван Гентом в 1474 году для урбинского герцога Федериго да Монтефельтро (половина цикла осталась там, вторая сегодня в Лувре). Ранее они украшали верхние части стен рабочего кабинета (studiolo) герцога, находясь в два яруса над деревянной декоративной обшивкой с иллюзионистическими интарсиями. Помимо вымышленных «портретов» философов, учёных и т. д. Античности и Средневековья, Отцов Церкви и теологов, сюда включены портреты пап Пия II, Сикста IV, кардинала Виссариона и Витторино да Фельтро (очевидно, по выбору заказчика, в цикл был включен и его портрет работы Педро Берругете, трудившимся вместе с ван Гентом над этим заказом).
- Сикст IV
- Кардинал Виссарион
- Петрарка
- Пьетро д'Абано

В портрете Федериго да Монтефельтро написан в полном боевом облачении и в горностаевой мантии, за чтением книги. У его ног, опираясь на колено отца — наследник, юный Гвидобальдо. Гуманистический культ «знаменитых мужей» здесь сочетается с прославлением монарха в его роли покровителя искусств и защитника церкви; но эти итальянские идеи выполнены с детализацией и индивидуальностью образов, которые выдают неитальянское происхождение художника. К этому циклу примыкает другой, сохранившийся хуже: аллегория 7 (?) свободных искусств (ок. 1474—80, из студиоло того же герцога в Губбио): две картины погибли в Берлине в 1945-м, ещё две хранятся в лондонской Национальной галерее. Они приписывались Мелоццо да Форли, а теперь тоже считаются работой Гента. В одной из берлинских картин был изображен герцог на коленях перед аллегорической фигурой Диалектики (или Риторики), получая из её рук книгу; а в одной из лондонских картин молодой человек (Констанцо Сфорца?) преклоняет колена перед Музыкой. Третья фигура донатора повернута к зрителю спиной и поэтому не может быть персонифицирована.
В перечисленных выше абзацах свободные искусства изображались традиционно, в виде женщин на троне. Боттичелли, создавая работы на тот же сюжет, трактовал его по новому (фрески виллы Лемми под Флоренцией, ок. 1482, теперь в Лувре): фигуры Мудрости, Искусств, Граций и Венеры изображены в виде двух изящных групп. В первой Грамматика берет за руку молодого человека и представляет его своим подругам, во второй девушка протягивает к Венере руку с платком. Долгое время считалось, что изображённые люди — Лоренцо Торнабуони и его невеста Джованна Альбицци (так как вилла Лемми принадлежала его отцу), но их лица не похожи на изображения в капелле Торнабуони работы Гирландайо и на медалях, а герб Альбиццы был возле юноши, а не девушки. Теперь предполагают, что это Маттео д’Андреа Альбицци и его невеста Нанна ди Никколо Торнабуони.

##### «Историческая»
Важным шагом в эволюции «монументального портрета» был «исторический жанр», где изображались реально случившиеся события и сцены, либо те, которые легко было таковыми представить. Их действующими лицами были реальные люди, которых писали узнаваемо. Памятников этого светского жанра осталось мало, и самыми традиционными являются батальные. Первые образцы этого жанра создавались ещё в треченто («Гвидориччо да Фольяно» работы Симоне Мартини, Палаццо Публико). Батальные композиции раннего Возрождения до нас не дошли, но о них можно судить по нескольким работам трёх разных художественных школ: фрескам Пизанелло в Мантуе (Палаццо Дукале), Пьеро делла Франческа в Ареццо (росписи хора церкви Сан Франческо) и триптиху Паоло Уччелло.
Паоло Учелло в 1456—60 гг. по заказу Козимо Медичи написал три большие картины с изображением разных сцен битвы флорентийцев и сиенцев при Сан-Романо в 1432 году. Первоначально это был единый фриз в 9,5 м длиной. Фигуры флорентийских кондотьеров резко выделяются в гуще сражающих, на голове у них не шлемы, а роскошные шапки, будто они не сражаются, а принимают участие в церемонии. Их облик бесстрастен, и в нём мало портретного. Лицо Никколо да Толентино более индивидуально, чем у остальных, но весьма отличается от изображения в описанном выше «Надгробном памятнике», изображающем его же. Художник почти не использует светотень, ограничиваясь контурами. Из-за перспективных ракурсов утрачивается трёхмерность форм, и лица становятся плоскими пятнами в «ковровом» узоре картины. Портреты военачальников поняты скорее «декоративно-геральдически», чем индивидуально, и в этом ощущается влияние поздней готики.
Другой вид «исторической» композиции появился в процессе секуляризации религиозной живописи — сцены торжественных процессий и освящений. Сначала они появляются в миниатюре, потом проникают во фреску. В число первых монументальных изображений на этот сюжет входит фреска Биччи ди Лоренцо с освящением Сант Эджидио, упомянутая выше. Затем Вазари упоминает фреску Винченцо Фоппа с церемонией закладки миланского госпиталя в апреле 1457 в присутствии герцога Франческо Сфорца и многих других. Подобных фресок было создано немало, но они украшали наружные стены и открытые портики, поэтому легко подвергались разрушению и до наших дней не сохранились. Аналогичным образом утрачены многие росписи дворцовых интерьеров, правда, обычно не от хода времени, а при отделке комнат в новом вкусе. Из документов известна программа росписи Кастелло Сфорцеска, где упомянуто множество придворных. У папы Александра IV были покои в замке Св. Ангела, украшенные фресками Пинтуриккьо — встреча папы с королём Франции Карлом VIII в Риме в январе 1495 года, а также другие (все не сохранились). Скорее всего, они напоминали по стилю и характеру портретов более поздние фрески библиотеки Пикколомини в Сиенском соборе на сюжет истории Пия II.
Фрески Пинтуриккьо в Библиотеке Пикколомини Сиенского собора (1505—07) состоят из 10 «картин», где можно найти много портретных лиц, но манера художника суховата и мелочна, а сами фрески напоминают увеличенные миниатюры. Отдельные фигуры и лица лишены индивидуальной портретной характеристики, тяготеют к стереотипу, повторяясь из фрески во фреску с монотонностью.
Светская живопись, которой до наших дней сохранилось мало, играла важную роль в украшении дворцового и загородного интерьера. Сюжеты выбирались смешанные — соединение реальных бытовых сцен, классических мифов, аллегорий и героизированных портретов правителей в ореоле триумфа и окружении подданных. В последней трети XV века создаются фрески в Палаццо Скифанойя работы Франчески дель Косса (Феррара), Камеры дельи Спози работы Мантеньи (Мантуя) и «Учреждение ватиканской библиотеки» Мелоццо да Форли. В этих работах изображение общественных празднеств приобретает ярко выраженную придворную окраску. Центральная фигура всегда — государь, вокруг него неторопливо разворачивается церемониал.
Палаццо Скифанойя было украшено в 1469—71 гг. феррарскими мастерами. Известно два имени — Франческо дель Косса и Бальдассаре д’Эсте, хотя, судя по стилистическому анализу, их было не меньше пяти. Фресками украшен большой зал парадного этажа, это сложный аллегорико-астрологический ансамбль на сюжет 12 месяцев. Ансамбль сохранился наполовину и сильно повреждён. Во фресках нижнего уровня показаны бытовые сцены из жизни герцогского двора. Реализм этих фресок ещё ограничен, в нём много готических пережитков. Наиболее интересны портретные изображения во фресках, написанных Коссой («Март» и «Апрель»). В каждой фреске представлен герцог и его приближенные в двух самостоятельных жанровых сценах — беседа под сводами портика и кавалькада на открытом воздухе. В первом случае фигуры стоят свободно, образуя почтительный кружок вокруг государя, их лица показаны в различных поворотах и даны тоньше. Всадники изображены более архаично и плоскостно, головы почти всегда в профиль и повернуты в одном направлении. В обоих типах композиции выдержан главный принцип придворного группового портрета — выделение образа монарха, без назойливости, но отчетливо. Фигуры поставлены так, что герцог виден сразу — он выделяется своей осанкой, костюмом, но больше всего — подчёркнутой индивидуализацией лица, мимики, жестов. Это самая выразительная фигура на фреске, самая естественная и активная. Чем дальше от него расположены придворные, тем их образ нивелированнее и однообразней.
Камера дельи Спози была расписана Мантеньей в то же время по заказу мантуанского герцога в то же самое время. Но если феррарские фрески своими композиционно-декоративными принципами ещё связаны с позднеготической традицией, то Мантенья создал произведение, которое стало высшим достижением светской монументальной живописи Раннего Возрождения. Эти фрески, в отличие от дробности предыдущего цикла, образуют единый декоративно-пространственный комплекс с общей архитектоникой, композиционными мотивами и колоритом, определяющимися реальным интерьером. Сцены придворной жизни получают новую трактовку: старый куртуазный идеал здесь получает гуманистическое обрамление. По-новому решены приемы группировки портретных фигур, которых тут не менее тридцати: теперь это совершенно целостные картины в сюжетном и композиционном отношении, неотделимые от других частей росписи. Поэтому понимание портретных образов здесь неотрывно от общей формально-декоративной и идейной структуры всего ансамбля. В многочисленных фигурах фресок представлена обширная семья маркиза, его приближенные и слуги.
Эти сцены трактованы с такой жизненной непосредственностью и повествовательной конкретностью, что кажутся изображением каких-то реальных событий. Это ничем не примечательные события, но изображены они так, словно речь идет о явлениях огромной исторической важности, причём действующие лица сознают их. Все действующие лица, включая собаку, держатся с необыкновенным достоинством, их неподвижность едва нарушается поворотом головы, неторопливым движением, сдержанным жестом. Время течет очень медленно, и самый будничный момент приобретает нечто ритуальное, эпическое. На лицах лежит печать горделивого спокойствия и величайшей серьёзности, каждый персонаж замкнут в себе. Их связывает не живое общение, а осознание своей роли в историческом спектакле. При этом портретный облик всех главных персонажей передан с яркой индивидуальностью. Это великолепный групповой портрет, который трактован по-разному, но органически слит в единое целое. Модели Мантеньи полны отрешённой серьёзности, порой серьёзной, порой меланхоличной. Их всех роднит идеал Мантеньи, его представление о человеческой личности, навеянное почитанием античных героев: его портретные образы наделены стоическим характером древних римлян, гордым сознанием своих достоинств наподобие Цезарей, изображённых на сводах той же комнаты. В мужских лицах это становится почти сходством, так как Мантенья пользовался древними монетами как образцами и придавал облику своих императоров черты живых людей. На стенах две композиции — «Двор Мантуи» и «Встреча кардинала Франческо Гонзага». Во второй все участники написаны в профиль, но в этом нет ничего архаического, они намного индивидуальнее даже тех лиц, которые Мантенья написал в первой фреске этого цикла несколькими годами ранее.
Фреска Мелоццо да Форли «Учреждение Ватиканской библиотеки» (1476—77, Рим, Ватиканская библиотека) по типу восходит к миниатюрам, где изображалось поднесение рукописи художником владыке, но благодаря урокам свободы Мантеньи это изображение получилось вполне монументальным. Форли продолжает традицию группового портрета, заложенную в Камере дельи спози — у него видна и любовь к перспективным ракурсам в передаче пространства и фигур, и понимание архитектурной декорации. А Пьеро делла Франческа повлиял на него в утончённом колорите. Сейчас фреска перенесена на новое место, а изначально она находилась на торцовой стене длинной комнаты с плоским потолком и пилястрами, таким образом, её архитектурная иллюзорная декорация «продолжала» зал. Сюжет фрески — торжественное открытие 15 июня 1475 года публичной папской библиотеки, когда её хранителем (префектом) был назначен гуманист Бартоломео Сакки Платина, изображённый коленопреклонённым перед папой Сикстом IV. Префект указывает рукой на надпись об этом акте. Рядом стоят свидетели — папские племянники римский префект Джованни делла Ровере, граф Джироламо Риарио, кардинал Джулиано делла Ровере (в будущем папа Юлий II) и апостолический пронотарий кардинал Раффаэле Риарио.
Во фресках Мантеньи и Микелоццо традиция кватроченто вовлекать реалистический портрет в монументальную композицию достигает своего апогея. Тут впервые с полным правом можно говорить о появлении нового типа группового портрета, от которого произойдет подобный жанр у Тициана и Рафаэля. В большинстве случаев термин «групповой портрет» относительно этого периода употребляется с оговорками — обычно это просто механическое объединение индивидуальных портретов родственников или членов одной корпорации, при том, что их внутренняя связь слабо раскрывалась художниками XV века, которые просто собирали свои фигуры в компактные группы и варьируя профили и трёхчетвертные повороты просто для живости. Каждый конкретный образ при этом воспринимался независимо, обособленно, поэтому такие группы легко дополнялись новыми фигурами при дописках или распадались на единичные портреты. Лишь полное вытеснение религиозного сюжета светским позволило объединить людей более органично какой-либо ситуацией, тоньше выявить их связь между собой. Эту ступень мы находим как раз в работах двух последних художников.

### Станковый портрет
Станковый портрет в итальянском искусстве возник позднее монументального. Треченто практически не знало его, по сути, его появление относится только ко 2-й четверти XV века, а расцвет приходится на последнюю треть.
Основой ренессансного портрета (см. раздел выше) явилось новое понимание личности, сложившееся под воздействием идеологии ренессансного гуманизма. При этом отношение к портретному жанру и его задачам различалось, в зависимости от того, где его создавали: в придворной среде или в бюргерской, во Флоренции или в Северной Италии. Республиканская Флоренция долгое время сдерживала развитие жанра, поскольку в ней существовало враждебное отношение к попытке выделиться из коллектива. Поэтому гуманистический идеал человека первое время довольствовался простой и типизированной формулой передачи «доблестного» характера в индивидуальном облике портретируемого. Североитальянские княжества со своей придворной средой культивировали портрет без проблем, но при этом его развитие сначала ограничивалось художественными традициями поздней готики. Таким образом, в 1-й половине XV века формирование реалистического портрета тормозилось в 2-х разных центрах по разным причинам, и Италия отставала от Нидерландов.
Флоренция, хотя и была самым ранним и передовым центром искусства Возрождения, в области портрета не занимала такого исключительного положения, как в остальных. Хотя Мазаччо и создал во флорентийской живописи новый ренессансный портрет, но в его творчестве, как и других флорентийцев 2-й четверти XV века место портрету отводится достаточно скромное, и он развивается преимущественно в рамках монументальной живописи.
В позднеготической Северной Италии того же времени портрет обособляется в самостоятельный художественный жанр (например, творчество Пизанелло — живопись и медали). Во 2-й половине XV века под влиянием Флоренции ренессансный стиль живописи широко распространится по всей Италии, поэтому возрастет значение и нефлорентийских мастеров в истории развития жанра. Зрелый этап развития портрета кватрочетно представлен одновременным развитием нескольких местных школ, в каждой из которых были свои выдающиеся мастера, и в их наследии сочетаются общие тенденции эпохи (идеологические и стилевые) со своеобразным решением портретных образов.

#### Этапы и направления портрета Раннего Ренессанса
1. Первый этап (2-я четверть XV века) связан с коренным преобразованием итальянской (в первую очередь, флорентийской) художественной культуры и сложением стиля Раннего Возрождения. На базе традиции позднего треченто и воззрения ренессансного гуманизма закладываются принципы нового понимания портретного образа и новый стиль. В отличие от портрета Нидерланда этого периода, основным типом портрета пока остается профильный. Но старые традиции профиля (проторенессансная и готическая) обновляются и переосмысливаются под влиянием классицизирующего идеала, а также приобретают более сильные реалистические черты. Всё шире портрет включают в монументальную живопись — светскую и религиозную; наряду с ним развивается и станковый портрет. Становление станкового портрета совпадает с рождением в Северной Италии нового типа — портретной медали. Медальерное искусство является плодом классических идеалов раннего гуманизма, (а его эстетика связана с эстетикой профильного живописного портрета). Но процесс формирования шёл разными путями: в нём участвовали мастера разных школ и художественных течений.
2. Второй этап (с 1460—70-х гг.) синтезирует ранний опыт мастеров Флоренции и Северной Италии. Портрет повсеместно распространился по всем художественным центрам Италии. Он становится более разнообразным по композиции, углубляется реализм. Традиционный тип профильного портрета достигает кульминации у Пьеро делла Франческа и тонко интерпретируется Боттичелли. Но при этом он всё более уступает место новому типу композиции — в фас или в три четверти. Нейтральный фон постепенно заменяется пейзажным или интерьерным. Меняется техника: с темперы на масляную живопись (флорентийцы сохраняют преданность темпере дольше прочих). Эти перемены во многом связаны с использованием достижений нидерландской живописи[19].
3. К сер. 1470-х Антонелло да Мессина дает толчок интенсивному развитию станкового портрета в Венеции, Северной Италии, Флоренции. Групповой портрет в монументальной живописи в то же самое время представлен лучшими работами Мантеньи и Мелоццо да Форли (см. выше). В церковных росписях умбрийских художников 1480—90-х гг. монументальный портрет также доходит до пика. Последняя треть XV века — наиболее зрелая фаза в развитии всех жанров и типов живописного портрета Раннего Возрождения[20]. Стилистика отдельных школ на этом этапе выявляется со всей полнотой. После Мантеньи и Антонелла да Мессина ведущая роль в североитальянском портрете переходит к венецианским художникам, на фоне которых придворные портретисты (Феррара, Болонья, Милан) — более консервативны, продолжая использовать отжившую форму профильного портрета. Даже работа Леонардо да Винчи в Милане не смогла повлиять на провинциальный характер ломбардской школы. Наряду с Венецией только Флоренция сохраняет значение передового центра портретного искусства. К ней тяготеет деятельность умбрийских мастеров (Перуджино, Пинтуриккьо). На почве именно флорентийского и венецианского портрета возникнет новый портретный стиль Высокого Возрождения.

#### Ранний профильный портрет Флоренции
Флорентийский станковый портрет раннего кватроченто сохраняет в стиле зависимость от монументальной живописи: укрупнённость форм, скупость деталей, эффектность колорита. Такая маленькая картина выглядит просто фрагментом фрески и ощущается больше своих истинных размеров. Такой портретный образ не имеет ничего камерного. На этом этапе развития итальянский портрет тяготеет к фреске (а северного Возрождения — к миниатюре). Первые флорентийские портреты часто были просто повторами на досках того, что было уже написано во фресках. Эти реплики изготавливались для частных домов обычно с мемориальной целью.
Вазари, перечисляя тех, кого Мазаччо написал в «Освящении церкви Санта Мария дель Кармине», упоминает, что их же портреты, написанные Мазаччо, имеются также в доме Симоне Корси — несомненно, речь идет о каких-то повторениях в станковой форме фресковых портретов.
Сохранившийся памятник, который, скорее всего, принадлежит к подобному разряду произведений — «Пять знаменитых мужей» из Лувра (42х210 см) с погрудными портретами «основателей флорентийского искусства» (внизу написаны имена Джотто, Уччелло, Донателло, Антонио Манетти и Брунеллески). Доска сильно переписана. Раньше иногда она считалась работой самого Мазаччо, чаще — Учелло (в этом случае она датировалась 1450—60-х гг.), но уверенности в этом нет. Но бесспорно это — «извлечения» из фресок, хотя и в плохом состоянии. Некоторые предположили, что это — позднейшее повторении портретов из «Освещения» Мазаччо, и что т. н. «Джотто» — на самом деле автопортрет Мазаччо (эта гипотеза не была принята). Лица так сильно переписаны, что прототипы времени кватроченто опознать в них трудно, а т. н. «Учелло» — вообще не портрет, а повторение головы Ноя из фрески «Потоп» того же художника. 5 голов даны в различных поворотах и освещёнными с разных сторон — они были механически собраны как фрагментарные повторения фигур из одной или нескольких фресок.
Но, заимствуя художественные качества фрески, станковый портрет обретает свой собственный стиль и художественный строй. Из всего многообразия приемов подачи портрета, какое было во фресках и алтарных картинах в это время, в станковый портрет переходит и долго сохраняется только один — профильный. На это повлияла традиция донаторского портрета, а также уже сложившийся тип позднеготического станкового портрета франко-бургундского круга. Но также ощущается и воздействие портретных изображений античных монет, медальонов и гемм. Когда родилась и ренессансная медаль, эта зависимость стала ещё более заметной. Для Северной Италии это сближение было более типичным, чем для Флоренции.
Эти источники обусловили формальные особенности и смысловое значение профильного портрета. Он во многом имел мемориальный характер (как и медали и донаторские изображения). Профильная композиция, в которой доминирует линейный контур, побуждала художника к упрощению, отбору и упрощению — то есть типизации наблюдаемого взглядом. Но при этом художник получал возможность скупыми средствами рисунка передать самые приметные черты лица. В профильном портрете индивидуальное проступает через типическое, не разрушая художественную цельность. Эта каноническая устойчивость композиции в то время ассоциировалась с античным прототипом.
Основатель ренессансного портрета во Флоренции — Мазаччо (несохранившиеся портреты во фреске «Освящении», сохранившиеся в Капелле Бранкаччи и портреты донаторов в «Троице» — см. выше). Но о его опытах в жанре станкового портрета судить можно только по более поздним работам мастеров флорентийской школы. Так, «Мужской портрет» из Бостона (который приписывается Мазаччо), по сравнению с фресками его авторства — бедно моделирован, кажется плоским, и его острые контуры и замысловатая линия шляпы тяготеют к линеарно-декоративному стилю флорентийских портретов кругов Учелло, а не к строгому и пластичному Мазаччо. Следует всё же учесть, что портрет смыт и переписан, из-за чего силуэт стал более графичным. Скорее всего, это реплика утраченного оригинала его кисти.
К этому портрету примыкают четыре других. 5 этих портретов восходят, по мнению Гращенкова, к одному общему прототипу и составляют единую стилистическую группу: погрудное изображение на нейтральном цветном фоне в строго профильной композиции, которая дополняется парапетом у нижнего края (в бостонском портрете он отсутствует, возможно — срезан). Плоскостно трактованный парапет придает профилю композиционную законченность. Он использовался для различных надписей. Художники будто нарочно избегают любой возможность дать трёхмерный объём (ракурсом или светотенью), дают в профиль не только лицо, но и плечи; формы слабо проработаны и едва возвышаются. Главное выразительное средство — линия, силуэт, контур. Благодаря этой «чеканности» портрет приобретает вневременной характер, он освобождается от изменчивости времени.
Скорее всего, это посмертные портреты (в отличие от нидерландских того периода, которые писали с живых людей): например, Маттео и Микеле Оливери в 1430-х годах были уже пожилыми людьми, то есть их портреты возможно восходят к каким-то более ранним изображениям и имеют достаточно отдалённое отношение к своим оригиналам, а сходство должно быть весьма номинальным. Оба портрета могли выходить в более обширную портретную фамильную галерею, которая могла состоять из идеализированных и воображаемых портретов нескольких поколений рода Оливери. Поэтому такие портреты надо рассматривать как камерное отражение монументального жанра «знаменитых мужей», в них находил отражение культ семьи, перекликавшийся с гражданским жанром.
- Доменико Венециано (?). Маттео Оливери. Вашингтон, Национальная галерея
- Доменико Венециано (?). Микеле ди Маттео Оливери. Крайслер музей, Норфолк
- Мазаччо (?). Мужской портрет. Вашингтон, Национальная галерея
- Паоло Учелло (?). Мужской портрет, Шамбери, музей Бенуа-Молен, ок. 1430—35

В зависимости от атрибуции (их авторами называют Мазаччо, Учелло, Доменико Венециано, Доменико де Бартоло, и ранний Пьеро делла Франческа) эти пять портретов датируют периодом между 1430—1550 годами. Так как они образуют очевидное стилевое единство, разумно предположить, что налицо сложившаяся художественная традиция, и эти 5 работ — случайно уцелевшие образцы большой группы портретов, выходивших из флорентийских мастерских, возможно, многие семьи собирали подобные фамильные галереи, созданные по одному типу.
Они, конечно, были исполнены разными авторами, но их точная датировка и атрибуция неразрешимы, и причины этому есть: во Флоренции станковый портрет не принадлежал к числу ведущих жанров, и его исполнение не рассматривалось художниками и заказчиками как ответственная творческая задача (равная созданию фрески или алтарной композиции). Станковый портрет воспринимался лишь как средство повтора изображения в монументальной живописи, в нём видели реплику, напоминание о ней, и создавался он часто не мастером, а помощником, причём не сразу, а спустя некоторое время после создания образа во фреске (на память семье, возможно, уже после смерти модели). Иногда на них указаны имена моделей, но авторских подписей нет. Обезличенная манера исполнения не дает опознать руку художника, а плохое состояние живописи затрудняет атрибуцию ещё больше.
Ранние профильные портреты Флоренции создавались в соответствии с гражданственным идеалом тех лет, и не имели ничего частного и интимного. В нём отражалось представление о доблестной личности и её моральном праве быть запечатлённым в памяти потомства. Хотя они далеко уступают живописности нидерландского портрета, зато они были проявлением чисто светского мировоззрения, чем открывали новую страницу в развитии гуманистических принципов искусства.
Этюд мужской головы работы Учелло из Уффици относится к тому же типу. Он сильно выцвел и потерял много деталей, но был моделирован светотенью весьма энергично. Как раз на основе таких штудий создавались портреты во фресках — например, это видно, если сравнить рисунок с изображением Хама из фрески Учелло «Опьянение Ноя» (по словам Вазари — это скрытый портрет друга художника, скульптора и живописца Делло Делли).
Вслед за мужскими станковыми портретами во Флоренции появляются женские. Они выполнены в той же профильной традиции. Но по своим художественным особенностям и назначению они отличаются от мужских. Своей архаизирующей стилистикой среди них выделяются три портрета (Музей Гарднер; Метрополитен; там же из коллекции Р. Лемана). Их приписывали Учелло и Доменико Венециано. Они близки профильным изображениям принцессы в двух «Святых Георгиях» Учелло 1450-х годов и образу святой Лючии в её алтаре работы Доменико Венециано из Уффици. Также они приписываются Мастеру Рождества из Кастелло — анонимному второстепенному флорентийскому художнику, реконструированному Бергсоном и Оффнером. Может быть, двум таким схожим портретам работы неизвестного мастера, близкого позднему стилю Учелло, послужил образцом несохранившийся женский портрет кисти Доменико Венециано.
- Паоло Учелло. «Святой Георгий и принцесса», Париж
- Доменико Венециано. Алтарь Святой Лючии. Уффици

Женские профильные портреты, по сравнению с мужскими того же времени — более условны, и декоративное начало выражено в них значительно сильнее. Силуэты изящны и хрупки, графически прорисованы на синем фоне. Нежные лица лишены малейшего светотеневого рельефа, будто бы вырезаны из бумаги. Узор платья, ожерелья и сетки для волос выглядят плоской аппликацией на контуры полуфигур. Линейно-орнаментальная стилизация живой формы тут достигает своего апогея, напоминая позднеготический придворный портрет. Автор этих портретов всё ещё живёт идеалами интернациональной готики, в творчестве флорентийских мастеров уже давно изжитыми, эти портреты по стиль напоминают шпалеры и кассоне. Индивидуальные черты лиц едва условно проступают сквозь условный стереотип утончённой женственности; украшения и косметика обезличивают. От женских портретов того времени требовали не сходства, а соответствия с идеалом красоты, выработанном в аристократической среде. Портретный образ становится утончённым и изящным, а индивидуальное начало выявляется очень слабо. Профильная композиция поэтому удерживается в женском портрете очень долго. Ранние женские портреты, как и мужские, были памятными, но вряд ли предназначались для фамильных галерей. Их могли заказывать в подражание придворным обычаям флорентийцы по случаю свадебных празднеств — то есть это были изображения невест или новобрачных. Их могли выполнять при заключении свадебного контракта. Примерно так же на внутренней стороне крышек свадебных кассони писали обнажённые фигуры девушек и юношей (идеальные прообразы их владельцев), а на наружной — назидательные сцены (процессии, триумфы и т. п.) — такой оттенок непринуждённого бытовизма в соединении с условностью заметен и в профильных портретах.
В портрете Алессо Бальдовинетти сохраняется та же композиционная формула, и только в абрисе лица с длинным носом схвачено что-то индивидуальное. Её светлый силуэт контрастирует с тёмным фоном, этот контраст, придавая портретной композиции подчёркнуто плоскостный характер, усугублен тем, что картина несколько смыта. Узор из трёх пальмовых ветвей на рукаве — возможно, эмблема рода Галли.
Два профильных портрета работы Филиппо Липпи занимают особое место среди подобных изображений. Дамы тут изображены в интерьере — этот прием, впервые встречающийся в итальянской портретной живописи, существенно изменяет строй станкового портрета. Будучи помещённым в замкнутое пространство, профильное изображение утрачивает прежнюю плоскостность и абстрактность, обретая более сильную реалистичность. Композиция превращается в картину, содержающую элементы повествования. В портрете из Метрополитен художник повторяет нидерландский тип интерьера, переданного с угла, с двумя окнами в спальнях; в более позднем берлинском портрете задний план сделан с окном в виде нише с раковиной в конхе. Наверняка эти картины имели перспективные рамы, раскрашенные в нидерландском вкусе под мрамор, которые усиливали впечатление пространственной глубины. А сопряжение плавного контура лица с жёсткой геометрией архитектуры открывало новые выразительные подробности жанру портрета. Пользуясь приемами нидерландских портретистов Липпи создал интерьерную композицию с чисто итальянским решением образа.
Этот тип станкового портрета Филиппо выработал не сразу: идя от существующих образцов профильного портрета, а также от донаторского портрета в многофигурной композиции. В его «Благовещении» (Палаццо Барберини) в углу написаны два оживлённо жестикулирующих донатора, отгороженные от зрителя глухим парапетом. Тут уже налицо эффект интерьерного обособления. Но, став в творчестве Липпи самостоятельной станковой картиной, его портрет не теряет до конца формальных и образных связей с источниками, из которых он возник: низкий срез напоминает образы алтарных картин и фресок, профильность придает вневременную отстранённость, нейтрализуя едва намеченный оттенок бытовой непосредственности. Например, берлинский портрет — это робкая попытка парного, но взгляды юноши и девушки не встречаются. Судя по гербу Сколари, это, возможно — Лоренцо ди Раньери Сколари, наследник Пиппо Спано. Портрет наполнен символизмом — на рукаве девушки вышито слово «верность», на плече у неё брошь с эмблемой Медичи, сад за окном — возможно символический «сад любви». Более поздний портрет из Берлина — более цельный: модель не так нарядна, более спокойна, портрет скомпонован лучше.
Но вводя в композицию портрета замкнутый интерьер и открытый пейзаж, Филиппо Липпи, в отличие от нидерландцев, не учитывает при этом особенности освещения и пользуется несколько условным приемом рассеянного света из одного источника (спереди чуть сбоку). И в более поздних портретах этого типа профили не будут увязаны с воздушной средой пейзажного фона, пока Пьеро делла Франческа в урбинском диптихе не решит эту проблему. Липпи же и последующие портретисты (например, Антонио Поллайоло) всего лишь меняет декоративный синий фон на голубое небо с облачками. Интерьерные мотивы решаются с предельным лаконизмом. Флорентийцам свойственно идеально-обобщённое понимание портретного образа, которое прямо диктовало соответствующее оформление окружающей среды.

#### Появляется трёхчетвертной разворот
В середине XV века в развитии флорентийского портрета намечается новая тенденция. Он сохраняет привязанность к профильному типу композиции, но предпринимает первые попытки перейти в трёхчетвертной поворот. Этот прием мог быть подсказан нидерландским портретом, а также — развитием флорентийского скульптурного портрета. Первые образцы нового типа композиции могли быть репликами портретов в монументальной живописи или подражаниям им. Такие фрагментарные копии с фресок (например, погибших росписей Сант Эджидио) — вероятно, два портрета членов дома Медичи из Цюриха. Предположение основывается на том, что их лица обращены в разные стороны, но освещены справа, а в оригинальных станковых портретах источник света всегда находится слева (во фресках же он варьируется от расположения окон в реальном помещении).
Портрет работы Андреа дель Кастаньо из Вашингтона демонстрирует более отдалённую, но всё же заметную связь с монументальной живописью. Атрибуция этого портрета данному художнику была под сомнением, так как в таком случае он написан до 1457 года, а это — слишком рано для портрета в 3/4, ведь этот тип изображений появляется в Северной Италии после 1460, а во Флоренции — после 1470. В нём нет ничего общего с нидерландским портретам — ни созерцательности, ни интимности, зато видна близость к «знаменитым мужам» того же художника — героическое обособление от повседневной жизни, героическое спокойствие. В этом образе ещё много идеальной отвлечённости, он не совсем передает индивидуальность, но идеал ренессансной личности выступает в нём крайне цельно.
Из этого периода уцелело не очень много портретов, и по ним закономерности и этапы можно установить достаточно приблизительно. В наследии отдельных мастеров видно следование приемам и методам, выработанным ранее, а также стремление внести в них нечто своё, новое. На протяжении всего развития портрета в кватроченто происходят творческие искания: иногда это одиночные эксперименты, не ведущие к изменениям, но часто они ведут и к изменению сложившихся норм композиции и созданию новых типов, которые лучше отвечают потребности к реалистической характеристике индивидуума.

#### Джентиле да Фабриано, Пизанелло
Пока флорентийцы только знакомились со станковым портретом, Северная Италия была знакома с ним знакома уже хорошо — они ориентировались на произведения придворные портреты франко-бургундского круга: шпалеры, миниатюры и станковые изображения, которые наверняка попадали в Италию благодаря обычаю обмениваться портретами между дворами. Один из таких бургундских портретов, женский, (Вашингтон) даже приписывался Пизанелло.
Венецианец Маркантонио Микьель оставил свидетельство о двух несохранившихся портретах работы Джентиле да Фабриано, которые, судя по его описанию, были близки к произведениям братьев Лимбург и Жана Малуэля: на одном портрете мужчина был представлен в профиль, с капуччо на голове и в чёрном плаще, он держал богатые четки, которые были выполнены рельефом из стукко (такой рельеф использовали и северные портретисты, например, в упомянутом выше женском портрете узор наложен золотой проволокой). Второй портрет, тоже поясной и профильный изображал молодого клирика. Оба портрета, видимо, отца и сына, были диптихом. Они не сохранились, но о портретном навыке Джентиле можно судить по изображению донатора в «Мадонне со св. Николаем и св. Екатериной Александрийской» (Берлин). Этот профиль своей живостью контрастирует с условностью других фигур.
В церкви Сан Джованни в Урбино есть фрески соотечественников Джентиле да Фабриано умбрийских мастеров братьев Лоренцо и Якопо Салимбени. В них встречаются вставные портретные фигуры в плащах и капуччо, напоминающие описания портретов Джентиле да Фабриано. В качестве стилистической аналогии утраченным портретам Джентиле эти фигуры вполне удачны. Собственно манера Джентиле постепенно эволюционировала от североитальянской интернациональной готики в сторону более реалистической трактовки фигур и пространства. По сообщению гуманиста Бартоломео Фацио в Риме художник написал портреты папы Мартина V и 10 новоизбранных кардиналов. Они не сохранились, но Рогир ван дер Вейден, приезжая в Рим, хорошо отзывался о его творчестве.
Пизанелло, также как и Джентиле, был выразителем уходящих в прошлое идеалов рыцарской жизни. Он был прекрасным рисовальщиком, и сочетал в своих работах сказочную фантазию и наблюдательность, стилизованную декоративность и натурализм деталей, став последним художником готики и первым Ренессанса. Если в живописи он ещё переходный мастер, то в медалях 1440-х годов — уже бесспорный портретист Возрождения. Первые сведения о нём как портретиста относятся к 1415—22 годам, когда он работал над росписью зала Большого совета в Палаццо Дожей в Венеции. Но портреты в этих несохранившихся фресках, скорее всего, не отличались по стилю от тех, что создавал Альтикьеро и его ученики в конце XIV века. Затем Пизанелло работал в Вероне в 1420-х годах («Мадонна с куропаткой», фреска «Благовещение» из Сан-Фермо) и в этих работах видна его тесная связь с поздней готикой Милана (Микелино да Безоццо) и Вероны (Стефано да Верона). Возможно, будучи в Павии и Мантуи в эти годы он уже выступал как придворный портретист. Он много ездил (возможно, во Флоренцию как помощник Джентиле да Фабриано) и в Рим (где он заканчивал за ним фрески), и это расширило его кругозор. В Риме он познакомился с памятниками античности и увидел портреты Джентиле и Мазолино.
В Верону он вернулся в 1433 году уже зрелым мастером с реалистичным пониманием портрета. В этот период созданы его наброски к портретам императора Сигизмунда и его приближенных (сам портрет императора написан неизвестным богемским мастером). Мужской профильный портрет из Палаццо Россо в Генуе, скорее всего, его работы, дошёл с большими утратами и смытостями, но сохранил общий декоративный эффект ранних профильных портретов. Но его атрибуцию признать бесспорной всё же нельзя, поэтому от портретного жанра Пизанелло твердо судить можно только по двум портретам представителей династии Эсте.
Одно время считалось, что это парные портреты Лионелло и его жены Маргариты Гонзага, но они не совпадают по размеру и обрезу. Возможно, женщина, на рукаве которой вышита ваза, символ Эсте — Джиневра, так как за отворот её платья заткнута ветка можжевельника (итал. джинепро), родная сестра Лионелла. На примере этого портрета можно увидеть специфические отличия придворного портретного искусства Северной Италии от понимания портрета флорентийцами. Пизанелло пишет принцессу в профиль, с легким поворотом плеч, взяв композицию франко-бургундского круга; но не показывает, в отличие от них, рук и вместо нейтрального фона дает сложный декоративно-пейзажный мотив. Девушка изображена будто в беседке. Профиль и фон образовывают единое декоративное целое, картина напоминает шпалеру. Близкую аналогию к этому портрету можно видеть в образе принцессы из «Святого Георгия и дракона» (1436—38, Санта Анастазия) — светлый профиль передан на фоне плотной зелени, с её рисунком перекликается узор платья и убора. Для этой фрески сохранился набросок женской головы — он натурный, но Пизанелло переработал его в сторону большей идеализации.
Портрет Лионелло написан несколько лет спустя образа его сестры, что очевидно по эволюции мастерства художника — появилось нечто новое в формальном и идейном отношении. Профиль скомпанован более по-«медальерному», фон — не ковровый, а приглушенный. Заказчик был большим любителем Юлия Цезаря — как его сочинений, так и изображений древнеримских бронзовых монет, и это отразилось на кругозоре Пизанелло. В качестве свадебного подарка ещё в 1435 году художник послал Лионелло «Портрет Юлия Цезаря» — футляр в виде книги с крышкой, внутри которой находилась маленькая картина с изображением Цезаря на доске в золоченой рамке (не сохранился). Будучи в Риме Пизанелло, подобно Джентиле да Фабриано, много зарисовывал антики. Сохранилась большая группа рисунков круга обоих художников, где классические мотивы римских саркофагов трактованы ещё с заметной готической стилизацией; интерес к ним был унаследовал от поверхностного «классицизма», который бытовал среди художников позднего треченто (например, Альтикьеро) и простодушного любопытства ломбардских готических рисовальщиков-собирателей. Но более поздние рисунки Пизанелло более глубоки, этому способствовало его непосредственное знакомство с идеями ренессансных гуманистов. В Ферраре он сблизился с Гуарино да Верона, которому подарил «Святого Иеронима», а тот в ответ посвятил ему восторженную латинскую поэму. Наверняка он также встречался и с Леоном Баттиста Альберти и должен был знать его медальерный профильный автопортрет. Таким образом, контакты с гуманистами прямо сказались в медальерном искусстве Пизанелло, но и в живописном портрете Лионелло можно уловить реминисценции классического идеала (трактованного образа Цезаря). Виден в портрете и другой аспект личности модели — придворная рыцарская культура, изысканная роскошь, турниры, строгий церемониал двора (типичные черты феодального общества). Феррара по своей роскоши уподоблялась бургундскому двору периода «Осени Средневековья» и на протяжении всего Возрождения оставалась главным центром куртуазной культуры.
- Иоанн VIII Палеолог
- Джанфранческо Гонзага
- Филиппо Мария Висконти
- Никколо Пиччинино

Пизанелло писал этот портрет, уже имя немалый опыт в медальерном искусстве, и этот новый дух классически-героизированной интерпретации личности (который постепенно выступает в ранних медалях) отразился теперь и в живописном портрете. Этот новый антикизирующий идеал ляжет в основу всего медальерного стиля Пизанелло 1440-х годов. С того момента, как в 1438 году он отлил свою 1-ю медаль (в честь императора Иоанна VIII Палеолога), пути развития живописного и медальерного портрета в его творчестве тесно переплетаются. Его медаль Джанфранческо I Гонзага (1439) по стилю ещё близка его живописи, но в последующих медалях (Никколо Пиччинино, Филиппо Мария Висконти, Франческа Сфорца; 1441—42) намечается переход к новому пониманию портретного образа.
Этот тип, который закреплен в живописном портрете, прямо повторен мастером в свадебной медали Лионелло д’Эсте (1444), затем развиваясь в медалях Сиджизмондо Малатеста (1445), Доменико Новелло Малатеста (1445), Лодовико Гонзага (1447). А портрет Чечилии Гонзага (1447), наоборот, обнаруживает, связь с менее классической традицией женских портретов Пизанелло. С профилем Чечилии Гонзага перекликается образ дамы с одной из незаконченных фресок Палаццо Дукале. Выработке единого портретного стиля Пизанелло 1440-х годов способствовало то, что медальерные и живописные портреты он делал по одним и тем же рабочим зарисовкам с натуры. Причём маленькие медальерные портреты легко воспроизводились в крупных рисунках.
- Сиджизмондо Малатеста
- Свадебная медаль Лионелло д’Эсте, 1444
- Доменико Новелло Малатеста
- Чечилия Гонзага

Несомненно, Пизанелло писал и другие живописные портреты, но ни одни из них не сохранился. Но его галерея медалей включает изображения Витторино да Фельтре (ок. 1446) и Пьер Кандидо Дечембрио (1447—8) — не только государей, но и гуманистов. В них сочетается индивидуализация портретной характеристики с растущей героической «антикизацией» образа, которая достигает кульминации в трёх медалях Альфонсо V Арагонского (1449). Эволюция живописных портретов, вероятно, шла сходным образом. Идейная и художественная специфика позднего портрета Пизанелло, по мнению Гращенкова, особенно непосредственно отразилась в его последней работе — портрете Иниго д’Авалоса (1449). В отличие от большинства других его медалей, где профиль располагался в центре диска, оставляя место для надписей, тут портрет плотно вписан в поле. Портретное изображение тут вдвое превышает привычный масштаб — это уже барельефный портрет, который в уменьшенном виде повторяет особенности станковой композиции. В обобщённом рисунке чеканного профиля соединяется эстетика портрета, выработанная в республиканской Флоренции, с гуманизированной эстетикой придворного портрета. Герб и эмблемы модели убраны на реверс.
- Альфонсо V Арагонский
- Иньиго д'Авалос

Его живописные и медальерные портреты сыграли исключительно важную роль в развитии портретного искусства XV века, можно даже говорить о «пизанелловской» традиции профильного портрета того времени. Она видна у североитальянцев (ранний Мантенья, Козимо Тура, Бальдассаре д’Эсте, Бонифачо Бембо). Она прослеживается фактически до конца XV века в архающирующих формах профильного портрета Северной Италии, а через Якопо Беллини переходит в творчество Джентиле Беллини. Под её же влиянием возник портрет Сиджизмондо Малатеста в ранней фреске Пьеро делла Франческа (церковь Сан Франческо, Римини) и в его урбинском диптихе. Главным центром, откуда распространялась «пизанелловская» традиция, была Феррара (оттуда же происходят два его сохранившихся станковых портрета). В 1441 году с искусством Пизанелло познакомился Якопо Беллини, в 1447 году Джованни да Ориоло написал очередной портрет Лионелло д’Эсте, также профильный (возможно, на основе пизанелловской медали). В мае 1449 года ту же модель писал Мантенья (не сохранился), на его обороте было изображение Фолько ди Виллафора, приближенного Лионелло.

#### Маттео де Пасти, Пьеро делла Франческа
Пьеро делла Франческа в 1451 году перебрался в Римини ко двору Сиджизмондо Малатеста и при создании своих работ воспользовался феррарской практикой. Упомянутая выше его фреска «Сиджизмондо Малатеста перед святым Сигизмундом» (1451, Римини, церковь Сан Франческо) включает портрет донатора, которое написано ориентируясь на медаль Маттео де Пасти (1446), известную в трёх вариантах. Оборотная сторона этой же медали — изображение крепости Рокка Малатестиана, её же Пьеро написал как реальный вид в круглом окне на фреске, повторив на раме ту же надпись с датой, что была на медали. Затем уже эта фреска послужила для станковой копии (Лувр), которая приписывается Пьеро делла Франческа (Гращенков считает эту атрибуцию весьма сомнительной). Это наглядный пример стилевого единства портретных форм разных видов искусства — портрет из медали переносится во фреску, а оттуда — в станковую картину, а случалось и наоборот. (При этом станковый портрет эволюционирует в ренессансный стиль медленней, чем медальерный, который оказывается намного реалистичней, так как сильнее подвержен влиянию идей гуманизма). Например, портрет Лионелло д’Эсте кисти Джованни да Ориоло при сравнении с современными медалями Маттео де Пасти кажется намного более безжизненным.
Его же медаль с портретом гуманиста Гуарино да Верона отличается мощной жизненной полнокровностью, какую в современном ему феррарском станковом портрете не найти. Его же изображение Изотты дельи Атти (1446) своим реализмом намного превосходят женские образы Пизанелло и флорентийских мастеров середины века. Его портрет Леона Баттиста Альберти намного точнее чем автопортрет архитектора в том же жанре.
- Маттео де Пасти. Сиджизмондо Малатеста
- Маттео де Пасти. Изотта дельи Атти
- Маттео де Пасти. Гуарино да Верона
- Маттео де Пасти. Леон Баттиста Альберти

Явные и скрытые донаторские портреты встречаются во многих произведениях Пьеро делла Франческа до этого. Они интересны тем, что всегда мыслятся создателем в тесной связи с окружающей средой и духовным центром композиции, что особенно явно выразится в его знаменитом «Урбинском диптихе». В раннем полиптихе «Мадонна делла Мизерикордия» (1445—62, Сансеполькро, Пинакотека) под покровом Богоматери помещены маленькие фигурки, из которых только одна сколько-нибудь портретна. Более индивидуализирована крайняя справа фигура в его «Бичевании Христа» (см. выше) и тем более характерен герцог Урбинский в также уже упоминавшемся «Алтаре Монтефельтро», написанный почти-что с магическим реализмом не без нидерландского влияния. Особое место среди его портретного наследия занимает «Святой Иероним с донатором» (ок. 1450—55, Венецианская Академия). Лицо донатора в профиль довольно упрощенно, фигура плоска, но пейзажный фон, составляющий важную часть композиции, диктует настроение картины. Оба действующих лица живут в согласии с этой природы, неотделимы от неё. И эта картина — предтеча знаменитых пейзажных фонов урбинского диптиха.
- Пьеро делла Франческа. Мадонна делла Мизерикордия
- Пьеро делла Франческа. Алтарь Монтефельтро. Деталь с изображением герцога Урбинского
- Пьеро делла Франческа. Святой Иероним с донатором

Высшее своё выражение эстетика ренессансного профильного портрета получила у Пьетро делла Франческо — в его знаменитом урбинском диптихе «Портрет Федериго да Монтефельтро и Баттисты Сфорца». Это произведение — синтез флорентийской и североитальянской традиции портретного искусства середины XV века, обогащённый творческим использованием колористических достижений нидерландской живописи. Идиально-типизирующее сочетается здесь с жизненностью и конкретностью, жанр придворного портрета получает яркую гуманистическую интерпретацию. Эти профили модели на фоне ландшафта (нерасторжимо связанные с изображениями их героического триумфа на обороте) — стали символом новой эпохи. «Открытие мира и человека» тут выступает через призму ренессансного идеала индивидуальной личности. Гращенков указывает, что «это произведение, и в формальном, и в идейном отношении — самое значительное из всего, что было создано итальянскими портретистами Раннего Возрождения». В этом портрете много новаторских черт, созданных на базе активного развития уже введённых до него традиций (парные портреты супругов по типу диптихов, украшение оборотной стороны портретов сюжетом, пейзажный фон). Художник синтезирует медальерный принцип 2-х сторонней композиции с пленэрным изображением пространства (которое он умел создавать в своих фресках и алтарных картинах), и таким образом приходит к художественному решению, которое радикально меняет всю «медальерную» традицию живописного профильного портрета.
В этом диптихе пейзажный фон весьма важен. Человек господствует над природой, портретные образы полностью освобождены от религиозного духа, который присутствует во всех донаторских портретах Пьеро, эта картина — настоящий продукт светской гуманистической культуры. Портретные профили безраздельно господствуют над пейзажным пространством. Головы возвышаются над линией горизонта, и такое сочетание вроде бы противоречит всей природе профильного портрета, который всегда тяготел к плоскости. Но художник не снимает этого противоречия, а извлекает из него новые возможности в интерпретации. Этому во многом способствует новая техника масляной живописи, воспринятая из Нидерландов. Пьеро заменяет декоративный цветной фон пейзажным и таким образом завоевывает «третье измерение», не прибегая к каким-то композиционным ухищрениям. Помещённые в воздушную среду портретные профили из плоского барельефа становятся иллюзорно-округлыми и уподобляются живым. Светотень позволяет моделировать объём.
Профиль герцога с диптиха в точности повторяет профиль из Алтаря Монтефельтро (с учётом прошедших лет), в основе их обоих может лежать один и тот же рисунок. Больше станковых портретов художника не сохранилось (профильный портрет его сына Гвидобальдо, приписываемый ему, по мнению Гращенкова, таковым быть не может). Скрытые портреты в его зрелых композициях позволяют представить его стиль. Попытку скомпоновать «групповой портрет» он предпринял в одной из фресок Сан Франческо в Ареццо — «Победа императора Ираклия над персидским царем Хосроем», где за спиной коленопреклоненного царя стоят три персонажа с портретными чертами лица. По указанию Вазари — это заказчик росписи Луиджи Баччи его братья. Примечательно лицо св. Николая Толентинского (Милан, Польди-Пеццоли, Алтарь Сант Агостино). Может быть, это Джованни ди Симоне Анджели, заказчик алтаря. По своей реалистичности, физиогномической детализации и экспрессии этот образ — один из самых реалистических портретов своего времени, вполне сравнимый с работами Ван Эйка. Также «по-северному» индивидуалистичен Петр-Мученик в Алтаре Монтефельтро (возможный портрет математика Луки Пачоли).
Искусство Пьеро делла Франческа с его перспективным синтезом формы и цвета оказало огромное влияние на всю североитальянскую живопись 1460—70-х годов: феррарец Франческо дель Косса, Мантенья (воздушные фона Камеры дельи Спози), венецианец Джованни Беллини. Но конкретно в области портретной живописи его влияние оказалось весьма ограниченным. Концепция урбинского диптиха до конца современникам была понята не была: некоторым профильные композиции, несмотря на новое решение, казались уже устаревшими, другие не поняли утончённость его «плэнеризма». Только в некоторых работах феррарского круга можно найти прямой (хоть и упрощённый) отклик на урбинскую композицию.

#### Новшества середины XV века
Сложение автономного станкового портрета в итальянской живописи XV века протекало так: в 1-й половине столетия безраздельно господствует профильный погрудный портрет, тяготеющий к плоскости; индивидуальность облика передается в самых характерных чертах лаконичным рисунком и обобщённой светотеневой моделировкой. Сходство в таких портретах возникает в зависимости от стиля самого мастера, но всё равно все эти портреты ориентировались на некий идеальный прототип, и сквозь эту типическую художественную формулу нового идеала человека проступает индивидуальное и личное. А в середине XV века намечается тенденция к жизненной конкретизации, нейтральный фон часто меняется на интерьер или пейзаж, композиция становится более развернутой в пространстве. В последней трети XV ведущее место принадлежит портрету в три четверти или в фас; погрудная композиция часто расширяется до поясной (поэтому в портрет можно вместить руки и аксессуары). Эти формальные новшества ведут к тому, что индивидуальная портретная характеристика модели выявляется сильнее.
Типическое и идеальное, сохраняя своё значение, утрачивает одностороннюю нормативность и становится естественным и неотъемлемым свойством конкретной личности. Выразительность лица и жеста передаются теперь с более сильной жизненной правдивостью. Итальянцы открыли для себя то, что было давно известно нидерландцам — поворот в 3/4 расширил средства для более правдивой и глубокой характеристики человека. Профиль тяготеет к плоскости, а в таком повороте можно трактовать объёмно голову и плечи, словно в реальном пространстве, что также ведёт к большей жизненности. Новый тип композиции позволял достигнуть её самыми простыми живописными средствами. Взамен одноплановости в профиле в новой композиционной формуле открылась свобода выбора такой точки зрения на модель, которая полнее раскрывает личность портретируемого и идеал, который хотел воплотить художник. Нюансы, которые появлялись благодаря повороту или наклону головы, давали возможность быстрому развитию. Появилась возможность передать живой взгляд: смотрящий в упор на зрителя или скользящий мимо, позволяющий передать характер и чувства. Эта возможность использовалась пока ещё не очень полно, но стала очень важным шагом.
Другое важное нововведение — пейзаж вместо нейтрального фона. Сначала это просто голубое небо с облачками, вскоре появляется конкретный ландшафт (какой раньше изображался на заднем плане алтарных картин и фресок). В портретах этот пейзажный фон играет роль эмоционального сопровождения.
Ещё одно важное завоевание — переход от погрудной композиции к поясной. Благодаря этому в картине появляются руки, которые являются одним из важнейших средств психологической характеристики.
Эти перемены были вызваны всем ходом развития реализма кватроченто. Монументально-героические и идеально-типические тенденции, которые были характерны для начала Раннего Возрождения, в последней трети XV века заметно ослабевают, уступая место жанрово-повествовательной и субъективно-психологическим тенденциям. Основной эстетический принцип «подражание натуре» становится более конкретным. Гуманистический идеал личности наполняется новым содержанием.
При переходе к 3/4-й композиции отчасти используются решения портрета во фресковой живописи. Также в своих приемах построения портрета живописцы стали ориентироваться не на медаль, а на скульптурный бюст. Скульптурный портрет активно развивается во Флоренции начиная с 1450-х годов и весьма сильно влияет на практику живописного портрета. Но важнее всего для итальянских портретистов этого периода стало знакомство с произведениями нидерландских мастеров. Первые образцы станкового портрета в таком развороте в Италии появляются впервые около 1460 года (упомянутый выше портрет Андреа Кастаньо из Вашингтона).

#### Мантенья
Творчество Андреа Мантенья занимает в этом переходе к новому портретному стилю особое место. Не порывая окончательно с традицией профильного портрета, однако он одним из первых обратился к новому типу композиции — «Портрет кардинала Лодовико Медзарота (или Лодовико Тревисано)» (1459). Он изобразил свою модель почти в фас и, вероятно, следовал какому-то нидерландскому образцу. Но из Нидерландов он заимствовал в таком случае лишь общую формулу, схему композиции, а во всем остальном его портрет — прямая противоположность северному. Он написан темперой, а не маслом, в нём нет живописной мягкости и сияющей красочности звучания, наоборот — присутствует энергичный контраст красок, который кажется пронзительным. Возможно, его вдохновлял античный портрет (погрудные изображения в фас и 3/4, одиночные и парные, которые римляне помещали в погребальных рельефах). Мантенья точно был знаком с подобным жанром, так как дважды изобразил их аналоги в своей фреске «Мученичество св. Христофора» в капелле Оветари. Портрет кардинала, действительно, напоминает скульптурный — голова и плечи подчёркнуто пластичны, складки и линии «врезаны» в поверхность весьма графично, будто резцом. На темном фоне лицо выступает со всей резкостью очертаний. Эта работа создана в ранний, падуанский период творчества Мантеньи, когда он находился под сильным влиянием пластики Донателло с его новой экспрессивной манерой (другим интересным примером падуанского портрета являются монументальные изображения Святых богословов Иеронима, Амвросия, Григория и Августина в капелле Оветари, принадлежащие Никколо Пиццоло). Своей суровой героикой его головы во фресках этого периода были близки к монументальному образу Гаттамелаты Донателло.
В других, особенно ранних портретах Мантеньи видна та же самая героическая драматизация образа. Это видно по поздней копии с его несохранившегося портрета Франческо Сфорца. Сохранился и ещё один бесспорный оригинал Мантеньи тех лет — «Портрет Карло Медичи» (1466), в котором он остался верен своему «суровому стилю» портретирования. Мы видим ту же точку зрения на модель (чуть снизу), такой же тёмно-зелёный фон и бронзовый загар, жестковатое, будто каменное лицо, напряжённые красные оттенки в одежде. В живом человеке художник видит только то, что отвечает его идеалу несгибаемо-волевой личности. Голова Карло Медичи словно отворачивается от нас — этим ещё сильнее подчёркивается отчуждённая замкнутость портретного образа. К той же группе относится рисунок с портретом неизвестного мужчины из Оксфорда, который также иногда атрибутировали Джованни Беллини.
Поскольку Мантенья был придворным художником, он безусловно часто выступал как портретист. Судя по документам, он написал несохранившиеся станковые портреты Лодовико Гонзага и Барбары Бранденбургской (его заказчиков Камеры дельи Спози). Вспоминая собственно эти фрески, можно сказать, что он широко использовал новый тип композиции наряду с традиционным профильным. Три человека, написанных в профиль в капелле Оветари (см. илл. выше) согласно Вазари — его близкие друзья. Мантенья писал впоследствии и станковые профильные портреты: «Кардинал Франческо Гонзага» (возможно, это уменьшенная копия с его несохранившегося оригинала), «Мужской портрет» (Вашингтон), «Мужской портрет» (Польди-Пеццоли).
- Кардинал Франческо Гонзага
- Мужской портрет (Вашингтон)
- Мужской портрет (Польди-Пеццоли)

По этим работам видно, что эта вторая стилистическая линия портретного искусства Мантеньи эволюционировала в сторону полнокровного реализма и острых индивидуальных характеристик, которые достигают высшего выражения в портретных образах Камеры дельи Спози. Представление о периоде творчества Мантеньи 1450—70-х годов дополняется медальерными портретами североитальянских мастеров. На первых порах он следовал за общей «медальерной» традицией портрета, идущей от Пизанелло. Его работы этого периода не сохранились, параллелью к ним служит медальерное искусство феррарца Антонио Марескотти и мантуанца Сперандио. Сперандио в своих медалях пользовался как исходными источниками портретами других мастеров (медаль «Агостино Буонфранческо да Римини», «Галеаццо Марескотти», «Андреа Барбацца да Мессина»), преломляя в том числе и портретный стиль Мантеньи. Мантуанец Бартоломео Мелиоли в своих медалях 1470—80-х гг. также отражает стиль и образную концепцию Мантеньи («Христиан I» — медаль сделана с несохранившегося портрета Мантеньи; «Лодовико III Гонзага» с триумфом на обороте). Между многими другими его медалями и несохранившимися работами Мантеньи — прямая иконографическая и стилистическая связь.
Второй источник, из которого можно судить о портретном стиле Мантенье зрелого периода — работы веронца Франческо Бонсиньори, который находился под сильным его влиянием. Портреты, приписываемые ему, могут быть копиями Мантеньи или подражаниями ему (хотя в них утрачена напряжённость и экспрессивность).
Не сохранилось станковых портретов от Мелоццо да Форли, хотя изображение Альфонса Арагонского на медали Андреа Гуаццалотти (1481) по указанию Гращенкова — прямое воспроизведение несохранившегося портрета его кисти. В ней герцог представлен в три четверти, а не в профиль, что предполагает, что у скульптора не было профильного рисунка под рукой.
Развитие портрета в школах Северной Италии 2-й пол. XV века шло сложным путём. Местные традиции (скованные условными формами позднеготического профильного портрета) переплетались с влиянием ренессансного искусства Тосканы и обогащались нидерландским портретом. В рамках одной и той же школы существуют различные, иногда противоположные направления, и самые консервативные типы портрета соседствуют с сами передовыми. В Северной Италии продолжает развиваться придворный портрет, где индивидуальность подается через призму сословных представлений. Под воздействием гуманистической идеологии этот идеал постепенно меняется: в одних случаях (Мантенья) он утрачивает узко придворный характер и перерастает в возвышенную героизацию; в других (Антонелло да Мессина) он приобретает подчёркнутую простоту и демократичность, становясь индивидуализированным портретом, где человек оценивается не через сословие, а по личным качествам. Особенно этот ренессансный принцип находит выражение в патрицианской Венеции.

#### Феррарский портрет
Феррара была главным оплотом североитальянского придворного портрета. Во 2-й половине XV в. там сложилась самобытная школа, в которой старые готические формы органически слились с новыми ренессансными. На формирование стиля сыграли тесные политические и культурные связи Феррары с другими придворными центрами (Милан, Мантуя, Римини, Бургундия) и возрастающие влияние ренессансного искусства (Тоскана и Падуя — Донателло, Мантенья, Пьеро делла Франческа). Нидерландский мастер Рогир ван дер Вейден работал по заказам феррарского двора. Из документов известно, что там работали нидерландские, французские и немецкие живописцы и ремесленники. Принципы ренессансного гуманизма выступали тут в феодальном обрамлении, сохраняя элементы готического стиля (которые периодически усиливались, проявляясь в болезненно манерной экспрессии).
Портрет в феррарской живописи занимал достаточно скромное место и достижения в нём были не очень высоки, но все противоречия придворной культуры Феррары в нём вполне отразились. Развитие протекало под знаком консервативных традиций профильного портрета; новые методы композиции проникали с большим запозданием. Из нидерландского портрета феррарцев привлекало самое аристократическое направление.
Начало ренессансному портрету Феррары (и в живописи, и в медалях) положил Пизанелло, который в 1430—1440-х гг. работал при дворе Лионелло д’Эсте. Его продолжателем и первым крупным портретистом Феррары стал Козимо Тура. Его портрет принца из дома Эсте был написан около 1441 года. По композиции, образному строю, колориту (чисто декоративная раскраска) портрет примыкает к изображениям Лионелло д’Эсте, созданным в Ферраре Пизанелло и другими. Судя по всему, он выполнял свои официальные портреты придерживаясь старой традиции строго профильного портрета. Живописные портреты его 1470-х годов, известные по документам, не сохранились, но также реконструируются по медалям. Возможно, с его именем связан мужской портрет из Вашингтона (который также приписывался Марко Дзоппо) — это изображение примыкает к новому направлению ренессансного портрета и выделяется среди других феррарских портретов своей острой выразительностью «готического маньеризма». Портрет приобретает характер стилизованной маски, здесь налицо одновременно и готической, и субъективное истолкование портретного образа. Но это течение «готического маньеризма», процветавшее в декоративной и религиозной живописи, не могло получить распространение в портрете.
Придворная жизнь требовала постоянного портретирования членов правящей фамилии. Дарение портретов по случаю помолвок, браков, дипломатических союзов вызвало необходимость изготавливать реплики и копии портретов. Один и тот же натурный рисунок мог использоваться и живописцем, и медальером. Живописные портреты нередко делались по медалям (ранний период), а медали — по живописным портретам (поздний период). После Пизанелло при этом дворе работало несколько медальеров: Амадио да Милано (с 1437 по 1482), «Николаус» (с 1440), Антонио Марескотти (с 1444 по 1462), Якопо Лисиньоло, Петречино. Лодовико да Фолиньо, Лодовико Корадино из Модены, Сперандио (с 1463 по 1476), с 1490 по 1495).
Основное развитие феррарской портретной живописи шло по линии профильного портрета, упорно оставаясь на ней до конца XV века. Бальдассаре д’Эсте, типичный представитель этого направления, также работал в обоих жанрах — живописи и медали. Он пользовался в придворных кругах Милана и Феррары славой непревзойденного портретиста. Слава его в настоящее время представляется сильно преувеличенной — судя по немногим сохранившимся портретам и медалям он был довольно посредственным и отсталым для своего времени мастером. Но его современники ценили умение передавать близкое сходство с оригиналом. Поэтому в 1471 году ему было поручено переписать большое число портретных голов в Палаццо Скифанойя. Его портрет Борсо д’Эсте очевидно выполнен не под непосредственным впечатлением с натуры, а в соответствии с официально апробированным образцом.
Параллельно с консервативным направлением официальной феррарской живописи складывается и более живое и прогрессивное, в котором охотно используются новые приемы. Феррарские живописцы заимствуют извне, например, под влиянием урбинского диптиха возникло несколько портретов с погрудным изображением человека на фоне пейзажа. Таков мужской портрет из Музея Коррер (приписывавшийся также Бальдассаре д’Эсте). Он весьма зависим от Пьеро делла Франческа, но при этом явно не понимает его художественных принципов. Хотя модель тоже передана на фоне пейзажа, но это не помогает передать объёмность; он не смог создать воздушно-перспективный иллюзионизм, ограничившись наивным линейно-перспективным эффектом. Но композиция утрачивает естественную пространственность, фигура вписана впритык, лицо похожа на плоски барельеф. Картина наполнена декоративной изысканностью феррарской школы.
Компромисс между традиционным типом портретной композиции и новыми художественными принципами ещё очевидней в диптихе, приписываемом Эрколе де Роберти с изображением Джованни Бентивольо и его жены Джиневры Сфорца. Профили даны на фоне темной драпировки, и пейзаж виднеется узкими полосками. Этот диптих, хотя и позже предыдущего, кажется архаичней.
- Эрколе де Роберти. Джованни Бентивольо
- Эрколе де Роберти. Джиневра Сфорца
- Мастер истории хлеба (Maestro delle Storie del Pane). Портрет Маттео ди Себастьяно ди Бернардино Гоццадини
- Мастер истории хлеба. Портрет Джиневры д'Антонио Лупари, его супруги

Та же печать провинциальной отсталости лежит на парных портретов супругов Гоццадини (раньше приписывались Лоренцо Коста). Прототип урбинского диптиха истолкован с примитивным прозаизмом, образы супругов, по мнению Гращенкова, скучны, бесхарактерны и будничные. Эти портреты выполнены в необычной для феррарцев смягчённой манере, им не хватает жесткости контуров и интенсивности цвета, они тяготеют к болонской школе.
С косными традициями феррарской школы особенно решительно порывает Франческо дель Косса, который после росписи Палаццо Скифанойя, обиженный низкой оплаты, уехал в Болонью и остался там навсегда. Там он написал портрет молодого человека, который сближает его с самыми передовыми итальянскими портретистами того времени. В своих росписях палаццо из-за обилия фигур он был вынужден искать разнообразие портретных решений. Опираясь на этот опыт и используя передовые принципы флорентийского и нидерландского портрета он создал новый тип портретной композиции, которая вскоре появится и в других художественных школах Италии. Модель изображена не в профиль, а почти в фас, на фоне фантастического скалистого пейзажа, его рука протянута вперёд. Благодаря этому построению портрет приобрел психологическую активность. Модель требует внимания, словно вступает в разговор. В руках он держит какую-то драгоценность (это либо указание на его профессию, быть может, ювелира, либо намек для того, кому предназначен портрет). Этот мотив широко распространен у нидерландцев, но до этого почти не встречался у итальянцев. Зато изображение человека на фоне открытого пейзажа не встречалось у нидерландцев (за исключением Мемлинга). Эту идею Косса мог почерпнуть только у Пьеро делла Франческа, но он создал на её основе нечто новое и весьма органичное. Автономная замкнутость образа, которая была присуща профильному портрету, наконец была разрушена и уступила место более зрелым и реалистичным формам портрета.
Решение, найденное в этом портрете, много лет спустя повторит его ученик Франческо Франча в портрете гуманиста Бартоломео Бьянкини — и здесь рука с письмом в руке будет опираться на парапет и слегка выступать вперед, но в жесте уже не будет навязчивой демонстративности, и пейзаж перестанет быть фантастическим, а станет правдоподобным.
Эти новые тенденции, характерные для феррарского портрета позднего кватроченто, проявятся и в зрелых работах Лоренцо Коста, который также работал в Болонье. Там он написал «Портрет Джованни Бентивольо» (которого уже портретировал Эрколе де Роберти в диптихе, и сам он в вотивной фреске в Капелле Бентивольо, см. выше). Согласно новым вкусам он написал свою модель не в профиль, а в три четверти, на темном нейтральном фоне, и благодаря этому характер образа решительно изменился — на смену «медальерной» героизированности и упрощённости профиля пришло реалистическое правдивое изображение человека. Затем Лоренцо Коста перебрался из Болоньи в Мантую и к этому времени от его феррарской жёсткости ничего не осталось, его искусство стало несколько вяловатым и сентиментальным. К этому периоду относится его «Портрет Баттиста Фьера» — этот погрудный портрет за парапетом на темном фоне показывает знакомство с достижениями венецианского портретного искусства 1500-х годов. Скошенный взгляд активно выразителен, голова наклонена, губы полуоткрыты — поза и мимика модели кажется живой. Более однообразны его женские портреты — миловидны, с кокетливым наклоном.
- Лоренцо Коста. Джованни Бентивольо
- Лоренцо Коста. Портрет неизвестной с комнатной собачкой на руках. Хэмптон-Корт, Лондон
- Лоренцо Коста. Портрет неизвестной. Эрмитаж

В своих последующих портретах Франча и Лоренцо Коста показывают эклектическую зависимость от новых приемов Рафаэля и других мастеров Высокого Возрождения и их творчество относится к следующему периоду развития итальянского портрета.

#### Ломбардский портрет
Ломбардия занимала особое место в художественной жизни Северной Италии. До середины XV века ренессансное движение её почти не затрагивало, и в её искусстве господствовала интернациональная готика. Миланские герцоги, сохранявшие связи с Бургундией, Фландрией, Францией и Южной Германией, приглашали иноземных мастеров и в своих вкусах ориентировались на готику по ту сторону Альп, причём на самые консервативные течения. Только во 2-й пол. XV века, когда власть в Милане перешла от Висконти к Сфорца, политическая обстановка изменилась и возникли более благоприятные условия для развития ренессансного искусства. Тогда в ломбардской живописи складывается оригинальное художественное направление, представителями которого стали Фоппа, Бергоньоне, Бутиноне и Дзенале.
Ломбардская живопись сформировалась под воздействием падуанской, которая с середины XV века была главным форпостом ренессансной культуры на Севере Италии, а также под влиянием заальпийских стран, с которыми сохраняла традиционные связи. Поэтому в искусстве ломбардцев наряду с отголосками манеры Мантеньи долго прослеживается нидерландские и провансальские нотки (особенно в Пьемонте и Лигурии). В конце XV века она также испытала очень сильное влияние Леонардо да Винчи.
До середины XV века в Ломбардии также не существовало местных традиций портрета. Миланский герцог и его двор заказывали свои изображения приезжим (Пизанелло, некий немец Никколо, Бальдассаре д’Эсте, Дзанетто Бугатто). О последнем сохранилось огромнейшее количество документов, рассказывающих о работе Дзанетто Бугатто для миланского герцога, о двух годах, проведённых им в мастерской Рогира ван дер Вейдена, но ни одна из указанных картин не сохранилась. С его именем связывали диптих, сейчас считающийся работой Бонифачо Бембо — портрет Франческо Сфорца и его жены Бьянки Марии Висконти — но это профильные готические портреты написаны обезличенно, a по манере весьма похожи на аналогичные портретых тех же моделей в Сант Агостино в Кремоне (работы Бонифачо Бембо). Искусствоведы очень хотят идентифицировать работы Дзанетто и думают, что сделать это можно отпечатку сильного нидерландского влияния. Возможно, им написан мужской портрет из Шатору, предположительно изображающего Альберто Контарини, хотя, возможно, это чисто нидерландская работа. Другой мужской портрет (Изолабелла, собрание Борромео), приписываемый Бернардино Бутиноне, а теперь Филиппо Маццоло, безусловно итальянский, но с северными чертами.
- Неизвестный художник (Дзанетто Бугатто?). Портрет Альберто (?) Контарини. Музей Шатору
- Неизвестный художник (Дзанетто Бугатто?). Мужской портрет. Кастелло Сфорцеско
- Неизвестный художник (Филиппо Маццола?). Мужской портрет. Изола Белла, коллекция Борромео

Кто бы ни был автором этих двух портретов, это — ранние и наиболее типичные примеры прямого использования в Ломбарде североевропейской портретной традиции. Но в них обоих это использование носит ещё внешний и неорганичный характер, и поэтому они — инородное звено в цепи развития портретного искусства Италии. Только крупные ренессансные мастера (Пьеро делла Франческа, Мантенья, Антонелло да Мессина — каждый по своему) сумели органично воспринять и творчески использовать традиции нидерландского портрета.
Новая ломбардская школа живописи (Винченцо Фоппа, Амброджо Бергоньоне, Бутиноне, Дзенале, Браманте и Брамантино) сложилась в последней трети XV-начале XVI века. Она была связана с ренессансным искусством других художественных школ С. Италии и выступила противовесом консервативным течениям 1-й половины и середины века с их готикой и эклектически усвоенными формами искусства Нидерландов. Но Фоппа, Бергоньоне и прочие не были портретистами, и в этом жанре себя не проявили. Ломбардский портрет позднего кватроченто, сохраняя отчасти свои старые традиции, оказался под сильнейшим влиянием Леонардо, приехавшего в Милан в 1482 и приобретшего во Флоренции новаторский опыт. Из его миланской мастерской в 1480-е годы вышло 4 портрета. Их замысел принадлежал самому Леонардо, но степень его личного участия в их создании различна.
«Дама с горностаем» (Портрет Чечилии Галлерани, ок. 1483—86) — наиболее оригинальное по композиции и, видимо, самое авторское. Следуя флорентийским образцам 1470-х годов, Леонардо изобразил свою модель по пояс, получив тем самым возможность показать руки. Кроме того, введён сильный контрапост — плечи и лицо развернуты в разные стороны. «Портрет Франкино Гаффурио», известного музыканта и регента Миланского собора, более традиционен. Модель передана в три четверти, в духе времени — разъяснительная деталь в руке (листок с нотными записями). Прекрасная Ферроньера, очевидно, тоже работа школы Леонардо, привлекает своей открытостью.
Леонардо, тем не менее, был вынужден считаться с местной традицией профильного портрета, устойчиво сохранялась у североитальянских придворных художников. Но, будучи флорентийцем, он был чуток к графической остроте профилей. Женский портрет, нарисованный серебряным штифтом из Виндзора — прекрасный пример этому. Более известный т. н. «Портрет Беатриче д’Эсте», написанный, видимо, Амброджо де Предис, хотя профиль мог быть начертан рукой самого Леонардо.
- Леонардо да Винчи. Женский портрет. Виндзор
- Амброджо де Предис. Т.н. Портрет Беатриче д’Эсте
- Винченцо Фоппа. Портрет Франческо Бривио

Именно такой тип композиции — профиль на темном фоне, оказался наиболее привычным для миланских портретистов, в первую очередь Амброджо де Предис. Этот мастер работал на миланском Монетном дворе, изготовляя рисунки монет и медалей, что привило ему любовь и мастерство к профильному портрету. Ему приписывается целая группа подобных изображений, главным образом, женских. Но в отличие от Леонардо, тут силуэты прорисованы жёстко и трактованы плоскостно, с бедной светотеневой моделировкой лица. Профильный портрет работы Фоппа демонстрирует большую творческую самостоятельность, используя уроки Леонардо в светотеневой проработке рельефа лица.
Амброджо де Предис иногда обращался к новому типу трёхчетвертной композиции, используя темный фон. Тут он целиком зависел от Леонардо. Ещё сильнее леонардовская школа портретирования выразилась в творчестве Джованни Антонио Больтраффио. Его «Портрет мальчика» из Вашингтона исполнен весьма тонко и непосредственно.
- Амброджо де Предис. Мужской портрет. Милан
- Амброджо де Предис. Портрет Франческо ди Бартоломео Акинто (?)
- Джованни Антонио Больтраффио. Портрет мальчика. Вашингтон

В ломбардском портрете конца XV-нач. XVI века старое и новое сосуществовало. Наиболее архаическую линию представляет Мастер Алтаря Сфорца (Фернандо де Льянос), написавший профильные донаторские изображения Лодовико Моро с семьей у подножия трона вполне леонардескной Богоматери, а также примитивные портреты Бернардино дей Конти. А произведения Больтраффио и особенно Андреа Соларио (который помимо Милана работал в Венеции) уже тесно связаны с новыми приемами портретирования, которые были характерны для всех художественных школ позднего кватроченто.

#### Антонелло да Мессина
Творчество Антонелло да Мессина является примером того, как в итальянской живописи примерно с 1470 года новые формы портрета распространяются в различных центрах почти одновременно, иногда — независимо друг от друга, и нередко — благодаря установлению контактов между художественными школами и определяющей роли нескольких ведущих мастеров. Так, одновременно с Мантеньей в 1470-е годы на далекой окраине — в Сицилии, выдвинулся другой крупнейший мастер портрета — Антонелло да Мессина, который создал ряд произведений, являющихся образцом трёхчетвертного погрудного портрета, на десятилетия определившего основной путь развития венецианского портрета (вдобавок, он покорил венецианцев, научив их писать масляными красками). Он является в строгом смысле слова первым итальянским мастером станкового портрета. Он никогда не писал фресок со скрытыми портретами и донаторов в алтарных картинах. Сохранилось около 10 достоверных его портретов, но в развитии станковой портретной живописи Раннего Ренессанса он занимает очень важное место.
Все сохранившиеся его работы относятся к его зрелому периоду (Сицилия и Венеция, 1465—76 годы). Он использует одну выработанную формулу портретной композиции, не изменяя её в дальнейшем, кроме того, не изменяя и идеал, с которым сопоставляется живая модель. Это происходило потому, что он опирался на давно сложившуюся традицию нидерландского портрета, которую он прямо применил к итальянскому пониманию образа человека. Скорее всего, появление станкового портрета в его творчестве прямо связано с его горячим увлечением нидерландской живописью. Рождение портретного жанра в его творчестве также совпало с периодом активного приобщения к формам и идеалам Ренессанса. Антонелло ориентируется на самое передовое направление этого периода — творчество Яна ван Эйка, заимствуя у него композицию, технику и колорит. Возможно, он совершил поездку в Нидерланды.
Из эйковского творчества он выбирает наиболее лаконичное и пластическое решение композиции — а одновременно, и наиболее эмоциональное. Антонелло всегда пишет модель погрудно, с парапетом, всегда в головном уборе и взглядом прямо на зрителя. Он не пишет руки и не изображает аксессуары. Благодаря парапету на переднем плане и перспективной раме портретный бюст, чуть отодвинутый в глубину, приобретает пространственность. Точка зрения чуть снизу придает изображению оттенок монументальности. На «каменном» парапете всегда изображена смятая бумажка, «прикреплённая» каплей сургуча, с надписью «Антонелло Мессинец меня написал» и датой. Иллюзия трёхмерности усиливается мягкой световоздушной средой. Лицо обращено навстречу падающему слева свету, его тонко моделируют прозрачные тени, которые постепенно сгущаются к краям картины и становятся совсем непроницаемыми на заднем плане. Ближайшей аналогией в Нидерландах к его портретам может служить портрет неизвестного в красном тюрбане. Антонелло и ван Эйк похожи не только композицией, но и живописью, глубокими и красочными тонами, которые получены тонкими прозрачными слоями масла; рентген показывает, что их работы идентичны по технике. Но метод построения живописной формы, используемый Антонелло, имеет и свои особенности. Его рисунок нарочито округл и упрощён, в отличие от нидерландцев, он не изучает различия, а обобщает. Детали немногочисленны, портреты напоминают круглую скульптуру, которую будто бы раскрасили — формы лица стереометризированы.
Смытости и повреждения верхнего красочного слоя в большинстве произведений Антонелло очень сильны, и поэтому некоторые исследователи усматривали стилистические различия в картинах художника, тогда как это, по указанию Гращенкова, разная сохранность. Взгляд моделей Антонелло очень выразителен, он прорывается через отчуждённость и психологическую замкнутость образа, чуть скошен в сторону, противоположную повороту головы, и оттого кажется напряжённым. Антонелло не использует композиционные ухищрения нидерландцев, следуя удачно найденной формуле портрета и повторяя её из раза в раз — даже с одним типом одежды: простой курткой со стоячим воротником. Предельно упростив композицию портрета, он достиг необыкновенной ясности и сконцентрированности изобразительных средств.
Помимо религиозной живописи (см. его «Ecce homo») на него могли повлиять скульптурные портреты (Доменико Гаджини, Франческо Лаурана 1460—70-х годов — поплечные бюсты). Антонелло передает портретируемых осязаемо трёхмерно, но, в отличие от скульптуры — не в неподвижном фасе, а в подвижном трёхчетвертном повороте, контрапосте. Скульптуры Лаураны подсказали художнику, насколько выразительными бывают стеореметрические обобщённые формы.
Самым ранним сохранившимся его портретом обычно считается «Портрет неизвестного» из Чефалу. Он веристичен, как никогда не были до этого портреты кватроченто. И в отличие от нидерландских портретов модель этой картины улыбается. Антонелло стал первым художником XV века, сумевшим открыть выразительность улыбки. Но в его творчестве это тоже часть портретной формулы, она во многом родственна архаической улыбке греческой скульптуры. В ранних портретах эта улыбка более откровенна, затем она заменяется более тонкой мимикой — с разомкнутыми губами, словно в момент разговора.
К 1475 году Антонелло два года жил в Венеции, к этому периоду относятся лучшие его портреты. В них сохраняется иллюзионизм наподобие нидерландского, но они насыщаются героическими интонациями (воспринятыми у Мантеньи). К этому периоду относится «Мужской портрет» из галереи Боргезе, а также т. н. «Кондотьер» из Лувра (1475), который по исполнению один из самых «нидерландских» портретов Антонелло, а по интерпретации образа — один из самых итальянских по духу. У нидерландских портретистов не встречалось такого энергичного рельефа, пластической смелости обобщения лица. Взгляд «кондотьера» сверлящий, напряжённо застывший. Этот луврский портрет явно навеян героическими образами Мантеньи, но в нём нет типизации, больше индивидуального. (По мнению Гращенкова, моделью этого портрета мог быть знаменитый кондотьер Роберто да Сансеверино). В портрете из галереи Боргезе Антонелло дает погрудное изображение более крупным планом, точку зрения берет чуть сверху, и от этого все формы и очертания обретают большую подвижность, и в перспективном сокращении меняются абрис щеки и носа, сильнее скошены глаза, а рельеф создается тенями более явственно. Новые композиционные приёмы, найденные в портрете из Боргезе, получают дальнейшее развитие. Портрет старика (Тривульцио де Милано?) — шедевр того времени, художник написал человека с оттенком иронического пренебрежения на лице. В нём изображение энергично выдвинуто на передний план, заполняет всё свободное пространство, будто вплотную подступая к зрителю — это впечатление достигается сильным смещением точки зрения вниз, когда портретный бюст строится в перспективном ракурсе «снизу вверх». Благодаря этому приёму особенности портретного искусства Антонелло получаются особенно заострёнными. Зрачки находятся в резком движении. Плечи разворачиваются в глубину (это подчёркивают свисающие концы капуччо), а голова поворачивается из глубины, с запозданием следуя за быстрым взглядом.
Со временем его искусство становится более классическим и «плэнерным». К этому периоду относится его последний портрет (из Берлина). В нём ощущается влияние живопись Пьеро делла Франческа, но освещение в пейзаже и лице несогласовано (из-за чего даже предполагали, что изначально фон был тёмным, а потом переписан пейзажным). Этот робкий эксперимент Антонелло не смог воссоздать световоздушное единство головы и пейзажа, какие позже появятся в венецианском портрете. Художник постарался сгармонизировать пейзаж и парапет, дав им единое перспективное сокращение. Но такая высоко взятая точка зрения оказалась недостаточно увязана с портретным бюстом, изображённым слегка «снизу вверх». Изменить подобным образом однажды найденную портретную формулу Антонелло побудили следующие факторы — тяготение передовых венецианских живописцев к «пленэризму», а также то, что в Венеции у него перед глазами оказались готовые образцы подобного нового решения. Они оглядывались на новые решения Мемлинга, который давал трёхчетвертной разворот на фоне пейзажа и уже не показывал обрамление окна или лоджии (ранее ограничивавших окружающее пространство). По письменным источникам известно, что несколько картин Мемлинга находилось в домах венецианских патрициев.
В отличие от Мемлинга Антонелло не даёт развитого пейзажного фона. Ландшафт занимает маленький кусочек пространства — всё остальное небо с белыми облаками. На его фоне четко читается темный силуэт головы. Светлый фон, взамен привычного художнику темного, дает возможность более мягкой и прозрачной светотеневой лепки лица. Ослабевает острота персональной характеристики модели, нет контрапоста, спокойнее взгляд и неподвижнее губы. Перед нами — спокойствие, новый художественный идеал, который определит ведущее направление в развитии венецианского портрета. Любопытно, что ни в одном портрете Антонелло, видимо, изображавшем южноитальянских баронов и венецианских патрициев, нет избыточной роскоши одежды, которая позволила бы догадаться об их положении. Все эти образы подчёркнуто демократичны. Художник демонстрирует их человеческую, личную уникальность, а не сословную исключительность.

#### Венецианский портрет
Антонелло да Мессина оказал огромное влияние на венецианскую живопись, в то же время, и венецианцы повлияли на сицилийского мастера. Попав в Венецию (середина 1470-х гг.), он не нашёл там ещё вполне сложившейся живописной школы: она лишь формировалась из различных стилистических тенденций и направлений. Он значительно ускорил процесс сложения: будучи мастером, сочетающим утончённость нидерландцев с пластичностью и монументальностью Пьеро делла Франческа, он показал им пример, какового не могли дать Мантенья и местные муранские художники.
К моменту прибытия Антонелло в Венецию там уже существовала своя традиция портрета, которая из-за географической обособленности города была специфической. В искусстве Венеции сплавлялось воздействие византийской художественной культуры, восточные элементы, готическая культура севера, а также запоздалое включение в ренессансное движение. Благодаря расширению территории республики в XV века она подчиняет себе часть Ломбардии и расширяет культурные и художественные связи с Падуей и другими центрами Северной Италии. Со 2-й пол. XV века начинается подъём венецианской живописи. Любопытно, что лучшие художники Венеции получали регулярное жалование и считались на службе у реуспублики.
Первым портретистом Венеции на основании ряда данных можно считать Якопо Беллини. Упоминаются его несохранившиеся профильные портреты Лионелло д’Эсте, Джентиле да Фабриано, отца философа Леонико Томео. Представление о портрете д’Эсте дает его же «Мадонна д’Эсте», где Лионелло изображен в качестве донатора. Профиль модели лишен чеканности, он прозаичнее, но в нём смягчены природные недостатки лица. Идентифицировать станковые портреты Якопо Беллини трудно (ср. с его профильным рисунком из Лувра), так как они лишены индивидуальности мастера, лишь повторяя типичные формы североитальянского профильного портрета 2-й четверти XV века, уступая ему в натуралистической остроте. В его портретных образах нет ничего специфически венецианского. Будучи во Флоренции, однако, он изучил молодое ренессансное искусство и оставил своим сыновьям Джентиле Беллини и Джованни Беллини «книги рисунков», которые послужили учебным пособием им и другим венецианцам.

##### Братья Джентиле и Джованни Беллини
Во 2-й половине XV века в Венеции уже устоялся обычай писать станковые портреты дожей. Одним из проявлений культа дожа был обычай помещать его портрет в парадных залах Палаццо Дожей. Этот портрет имел определённые политические функции и его можно назвать своего рода «государственным портретом», его задача была сохранить облик правителя, и из-за этой мемориальной и репрезентативной функции проистекала художественная специфика такого портрета. Ярким образцом этого венецианского портретного жанра стало творчество Джентиле Беллини.
Джентиле Беллини, сын и ученик Якопо, пользовался большим успехом в Венеции и стал после смерти отца официальным живописцем республики. Представление о раннем стиле его портретов, близком Якопо, дают портреты донаторов в «Мадонне» из Берлина. Первая датированная работа Джентиле — «Святой Лоренцо Джустиниани» (1465). О том, что он особенно ценился как портретист, свидетельствует его поездка в Константинополь, куда он был послан в 1497 году по просьбе турецкого султана Мехмеда II. Ему приписывается большая группа портретов дожей, которая может, впрочем, быть и повторениями, так как плохая сохранность этих изображений не дает возможность оценить стиль. Все портреты, относящиеся к доконстантинопольскому периоду, образуют стилистическую группу: погрудное изображение дожа дано строго в профиль, на голове традиционная шапка дожа, из-под которой виднеется белый чепец с завязками, закрывающий уши, на плечах — роскошная мантия с большими пуговицами. Эта застылая композиция, которая сохранилась без изменений почти до конца XV века, явно восходит к традициям Якопо Беллини и Пизанелло.
- Ладзаро Бастиани (приписывалось Джентиле Беллини). Дож Франческо Фоскари
- Джентиле Беллини (?). Дож (Паскуале Малипьеро)
- Копия Джентиле Беллини. Дож Никколо Марчелло

«Франческо Фоскари» обычно считается самой ранней работой Джентиле; возможно, это копия с портрета дожа, выполненного его отцом — картина чрезмерно жёстка по рисунку и упрощена по моделировке. «Паскуале Малипьеро» и «Никколо Марчелло», по видимому, лишь копии утраченных оригиналов Джентиле, уже более артистичны. Особенно новые качества искусства Джентиле выступают в его наиболее достоверной и удачной работе этого периода — «Портрете Джованни Мочениго», написанного перед самым отъездом в Константинополь. От других картин этой группы он отличается тонкостью и мягкостью живописного исполнения. В своих портретах дожей Джентиле создает характеристику модели из двух противоречивых начал, вытекающих из специфики этого «государственного» жанра — неповторимое запечатление своей модели (это особенно заметно в аккуратной передаче старческого безобразия), но без раскрытия индивидуальности, а лишь с передачей высокого сана модели. Строгая профильная композиция, пышность одеяния (контрастирующая с прозаичностью старческого лица), преувеличенная массивность бюста под широкой мантией — это подчёркивает величественность дожа. Художник изображает не конкретного человека, а должностное лицо, наделённое добродетелями государственного мужа. Дожи на его портретах всегда невозмутимы, замкнуты, торжественно застылы, не волнуемы обычными эмоциями.
Это была консервативная, застылая официальная линия портретного искусства, которая развивалась автономно, не затронутая героизмом Мантеньи и новыми идеями Антонелло да Мессины. В этих темперных портретах Джентиле полностью игнорировал все те достижения, которые Антонелло уже показал венецианским мастерам.
В Константинополе он создал плохо сохранившийся портрет султана Мехмеда II, в котором он делает шаг вперед к новому стилю, изображая султана не в профиль, а чуть-чуть повернувшимся. Этот поворот, впрочем, ещё недостаточно обыгран пластически, а линия лица почти профильная.
В середине 1470-х годов происходят перемены в творчестве его брата Джованни Беллини. Приверженец Мантеньи, он к этому времени освобождается от зависимости от него и меняет суровую патетику ранних работ на мягкую поэтичность оборазов. Постепенно он сменяет своего старшего брата на роли официального живописца республики, одновременно становясь популярным мастером у венецианских патрициев, которые под воздействием ренессансной идеологии поощряли развитие искусств и заказывали много камерных произведений. Джованни писал на протяжении 50 лет, но большинство его портретов погибло, а многие из подписанных его именем — всего лишь работа мастерской, так что, по указанию Гращенкова, достоверными его произведениями можно признать не более 12 портретов. Известны имена лишь двух из его моделей сохранившихся портретов; также он писал дожей, сенаторов, военачальников (эти изображения примыкают к старому жанру «государственного» портрета, их облик отмечен печатью сословной исключительности, парадные одежды подчёркивают официальный облик). Вторая группа портретов — частные лица, патриции, философы, гуманисты: они всегда одеты очень просто, без знаков отличия, замкнуты в мире своих чувств, образы слегка идеализированы и даны сквозь призму гуманистических представлений о личности, по композиции они тяготеют к портретам Антонелло да Мессина.
Джованни более одарён, чем его консервативный брат Джентиле, он рано сближается с Мантеньей, а будучи уже глубоким стариком, охотно будет перенимать достижения своих учеников Джорджоне и Тициана. Он весьма восприимчив, и поэтому его стиль претерпел огромную эволюцию, композиция, манера, стиль постоянно менялись под воздействием новых идей.
- Джованни Беллини. Йорг Фуггер
- Джованни Беллини. Портрет мальчика
- Джованни Беллини или неизвестный подражатель Антонелло да Мессина. «Портрет гуманиста», Кастелло Сфорцеско.
- Джакометто Венециано. Портрет молодого человека, Метрополитен-музей

Загадочен ранний этап его портретного творчества — следовал ли он манере отца и брата, или подражал ранним портретам Мантеньи? Первый из сохранившихся его портретов — «Йорг Фуггер» (1474) не намекает на социальное положение модели. Облик романтичен, одежда скромная, на голове венок. Это первый известный венецианский портрет, где модель изображена не в профиль, а в трёхчетвертном повороте. Джованни решительно порывает с устойчивой традицией и переходит к передовому течению портрета кватроченто 1470-х годов. Возможно, этот портрет показывает влияние на Джованни Рогира ван дер Вейдена, но у венецианца нет жёсткости и внутренней напряжённости последнего, образ спокоен и проще, формы мягче, абрис лица и моделировка объёмов более обобщенны. Трезвому воспроизведению деталей нидерландца противопоставлена менее индивидуальная поэтическая трактовка образа. «Портрет мальчика», возможно, более ранний, мог быть посмертным изображением. После 1474 года Джованни знакомится с работами Антонеллы да Мессина и вырабатывает новые приемы. Он не был одинок в этом — целый ряд венецианских живописцев в то время испытали это влияние — например, Джакометто Венециано, который принадлежал к местным подражателям Антонелло да Мессина и его «нидерландской» манеры живописи, одновременно испытывая влияние Джованни Беллини середины 1470-х годов. Этому мастеру ныне приписываются два портрета из Лондона, которые ранее считали принадлежащими Джованни Беллини и Альвизе Виварини. Они небольшие по размеру, с нидерландской миниатюрностью письма, а также темными фонами и выявленной пластикой в духе Антонелло. Но замкнутость композиции отсылает к стилю Джованни Беллини.
Новшество, применённое Антонелло да Мессина в его позднем портрете — замена нейтрального фона на пейзажный, отчего образ становился поэтичней, краски мягче, а композиция более пространственней и воздушней, пришлось весьма по душе венецианцам. Джованни Беллини тоже вдохновился особенностями поздних работ Антонелло. Примером его стиля в последние два десятилетия XV века является портрет из Вашингтона (ок. 1480). Тут видно, что художник сохранил выработанный ранее тип композиции (какой мы видели в портрете Фуггера), но придал ему иную эмоциональную окраску, изобразив на фоне неба. Простор небес будто раздвигает тесные границы маленькой картины, наполняя её светом и воздухом. Но он отказался от нидерландской традиции изображать конкретный пейзаж, заменив его идеальным. Этому типу композиции он будет следовать до самого конца века. К такому типу относится ряд портретов (Рим, Уффици, Падуя, Вашингтон, Лувр).
- Джованни Беллини. Мужской портрет. Рим
- Джованни Беллини. Мужской портрет. Уффици
- Джованни Беллини. Молодой сенатор. Падуя
- Джованни Беллини. Мужской портрет. Вашингтон

В них отражена найденная Джованни художественная формула, простая и неизменная — модель всегда изображена погрудно, в трёхчетвертном повороте влево, за невысоким парапетом, обычно снабжённым картеллино с подписью мастера (это восходит к формуле Антонелло). Взгляд модели направлен в сторону от зрителя, воздушный фон с голубым небом без пейзажных мотивов, точка зрения заметно снизу вверх — это новые черты, введенные Беллини в унаследованную им традицию. Кроме того, с годами постепенно возрастает мягкость в трактовке живописной формы. У его предшественника Антонелло построение портретного бюста было динамичнее — поворот плеч, движение головы и взгляда не совпадало, а у Беллини они параллельны друг другу, отчего возникает ощущение невозмутимого спокойствия. Другое отличие — в подачи модели: у Антонелло они были демократичны, а Беллини изображает своих знатных венецианцев замкнутыми, он дает нам почувствовать дистанцию, которая отделяет нас от этих высокопоставленных людей. Их простота и спокойствие порождены сознанием собственного прочного общественного положения, их облик имеет едва заметный отпечаток сословной исключительности.
Во второй половине XV века венецианское государство испытывает серьёзные трудности, патрициат испытывает сильнейшее социальное расслоение, многие его представители уже не удовлетворяются официальной деятельностью и обращаются к гуманистической культуре. Именно в этой среде сложился новый идеал человека, который отразил Джованни Беллини в своих портретах. Этот идеал таков: «человек, ведущий независимый образ жизни, но готовый по законам своего сословия добровольно выполнять волю государства. Здесь словно примиряются два противоположных принципа в понимании человеческой личности: один исходит из гуманистического осознания индивидуальности, другой из подчинения этой индивидуальности жёстким нормам общественной жизни». Он портретирует представителей этого слоя, обладающей особой душевной утончённостью, причём с каждым последующим портретом Беллини образ человека становится всё сложнее, достигая наивысшей эмоциональной и интеллектуальной зрелости в портрете неизвестного из Лувра, где он запечатлел умного и остро чувствующего человека, живущего богатой духовной жизнью.
Здесь очевидны новые веяния времени — ни героизированные образы Мантеньи, ни реалистические Антонелло не могли отразить этих людей, интересующихся гуманистической культурой, чуть более поэтизированных, меланхоличных и самоуглублённых, чем люди предыдущего поколения. Беллини очень тонко уловил новые умонастроения своих заказчиков и, «наверное, всем этим людям было приятно видеть себя на портретах Беллини чуть более мечтательными и поэтичными, чем они были на самом деле».
«Портрет мужчины в чёрном» (Королевская коллекция, Лондон) — новый шаг в развитии этой линии портрета. Он отмечен утончённостью и внутренним благородством, аристократизм тут не только сословный, но и духовный. Композиционная формула остается неизменной, но ослабевает напряжённость позы, осанка более естественна, взгляд скошен, и поэтому лицо чуть оживлённое. Такой взгляд, ускользающий в сторону, поворот головы, стремящийся к профилю — усиливают ощущение замкнутости и непроницаемости образа. Художник не хочет раскрывать внутренний мир портретируемого со всей определённостью, его модель — в полном душевном покое, с чуть отрешённом чувством созерцательности. Пейзаж на заднем плане способствует впечатлению: его оттенки мягки. Портретный бюст дан с точки зрения чуть снизу вверх, а пейзаж взят чуть сверху. Высокий горизонт с горами тесно связывает ландшафт с портретным изображением. Пейзаж уже не просто фон, а важное символико-поэтическое дополнение портретного образа.
Женские портреты в Венеции (в отличие от Флоренции и придворных центров Северной Италии) долгое время было не принято заказывать. Они появляются только с самого конца XV века, хотя их число быстро возрастает. Первоначально это были именитые женщины (королева Катерина Корнаро, поэтесса Джиролама Корси Рамос). Потом их число быстро растет. Упоминается несохранившийся портрет, написанный Беллини для Пьетро Бембо и изображавший его возлюбленную Марию Саворньян, и другие его работы такого типа. Затем начнут появляться портреты куртизанок. Это были портреты традиционной композиции — погрудные с поворотом три четверти. Композиционным аналогом к ним можно считать портрет неизвестной (ок. 1510, Лондон), приписывавшийся ученику Беллини Франческо Биссоло. (Дюрер, будучи в Венеции, для своих женских портретов (1, 2) также взял в качестве образца женские портреты Беллини). По крайней мере, четыре женских портрета приписываются Витторе Карпаччо, но они более архаичны и напоминают манеру Джентиле Беллини и немецких портретистов — и его образы очень приземлённы и произаичны. Судя по всему, Беллини использовал одну и ту же композиционную схему и для мужских, и для женских портретов частного предназначения и преуспел в передачи духовной жизни больше Карпаччо, но судить об этом мы не можем за отсутствием памятников.
Также, будучи официальным живописцем республики, Беллини написал множество портретов официальных лиц, но все они погибли в огнях пожаров, уничтоживших Палаццо Дожей. Уцелели только единичные произведения мастера и его школы, которые были более простыми и камерными повторениями оригинальных портретов. В этом строе он долгое время оставался более близок к стилю своего брата Джентиле, чем к Антонелло, так как заказ предполагал большую традиционность.
Его брат Джентиле Беллини, вернувшись из командировки в Константинополь, стремится приблизиться к новому течению, возглавляемому братом Джованни. Манера его становится помягче, он широко использует трёхчетвертной поворот. Его «Портрет дожа Агостино Барбариго» — лучший образец его стиля этих лет. Как и в более ранних его портретах, пуговицы, шитье и т. д. рельефно вылеплены из стука, поэтому это смешение живописи и примитивного рельефа создает архаический оттенок. Столь же отсталы его групповые портреты в монументальных полотнах из цикла истории св. Креста (см. выше). В поздних портретах одноплановость и схематичность, наконец, исчезает: немолодая королева Катерина Корнаро изображена прозаично и правдиво, два мужских портрета из Лондонской национальной галереи обладают живой трактовкой образа.
Позднее творчество Джентиле развивалось под воздействием открытий его младшего брата Джованни; Джованни же уловил в официальных портретах кисти старшего брата ту тему подачи образа, которая шла от Мантеньи (и была чужда Антонелло да Мессина). Это был образ государственного деятеля или военачальника, которому власть дала определённые черты характера. Джованни стал продолжать жанр «государственного портрета» и нашёл ему новую, более реалистическую художественную форму, а также сумел создать широкую социальную и психическую типизацию образа, которую ещё не знал Джентиле.
Его неизвестный «Кондотьер» по сути повторяет знакомую по предыдущим работам мастера композицию — но по своему настроению решительно им противостоит. Голова и плечи решительно выступают на темном фоне (поэтизация средствами пейзажа тут не нужна), лицо моделировано энергично и лишено идеализации. Подчёркнут грубый и сильный характер модели, но при этом в портрете выражено возвеличивающее героическое начало.
Самое тонкое и глубокое истолкование образа государственного деятеля Джованни Беллини дал в «Портрете дожа Леонардо Лоредано» (1501). В нём сочетается глубина индивидуального образа с типическими чертами. Художник, изображая политика с сильным характером, избегает резких контрастов, передавая и внешние черты, и душевное состояние в ясной гармонии. Этот портрет стал воплощением в красках идеи венецианской государственной мудрости, которая ставится превыше личного и случайного, соединяя в себе силу и изворотливость, гордость и беспощадность. У Джованни традиционный жанр «государственного портрета» приобретает полнокровность и жизненную, и политическую. Однако, этот портрет вряд ли является повторением официального, висевшего в Палаццо Дожей — судя по другим сохранившимся портретам дожа, копиям с того утраченного Беллини, он был профильным, в парадном одеянии на фоне пейзажа с венецианской лагуне.

##### Прочие
Таким образом, творчество Антонелло да Мессина и Джованни Беллини стало определяющим фактором в развитии венецианского портрета конца XV века. В других портретах этого времени кисти венецианцев или работавших в Республике североитальянских художников, можно всегда заметить две стилистические линии: от пластической традиции и активного решения образа Антонелло либо же от живописной манеры и поэтической замкнутости Беллини.
Антонелловская традиция особенно отчетливо проявилась в портретах Альвизе Виварини. Его искусство — связующее звено между муранской школы семьи Виварини (его отца Антонио и дяди Бартоломео) и ранним творчеством его ученика Лоренцо Лотто. Он испытал влияние Джованни Беллини, но стал одним самых верных последователей Антонелло да Мессина. В своем портрете из Лондона он повторяет традиционную композицию и темный фон, но вводит в погрудный срез руку, которая частично видна из-за парапета. Лицо модели показано почти в фас. Это — результат проникших в среду венецианцев новшеств. Но простой тип небольшого погрудного портрета на темном или пейзажном фоне будет долго сохраняться у венецианских мастеров (вплоть до 1510-х). Таковы, например, ранние портреты Марко Базаити.
Стилистически к венецианским последователям Антонелло примыкали его родственники, сицилийские живописцы — его сын Якобелло д'Антонио и племянники Антонелло де Салиба и Пьетро да Мессина. Общую картину венецианской живописи позднего кватрочетно обогащают художники из Ломбардии и Венето, работавшие в Венеции: пармец Филиппо Маццола, веронец Франческо Бонсиньори, вичентинец Джованни Буонконсильо Марескалько, бергамец Андреа Превитали, миланец Андреа Соларио, а также Бартоломео Венето. К ним примыкает раннее творчество Лоренцо Лотто, который зрел в Тревизо и Реканати, а также Якопо де Барбари, который самую активную часть жизни провел в Германии и Нидерландах, придав венецианской стилистике сильную северную струю.
- Антонелло де Салиба. Мужской портрет. ГМИИ
- Андреа Превитали. Мужской портрет. Музей Пеццоли, Милан
- Бартоломео Венето. Мужской портрет. Кливленд
- Карпаччо (?). Мужской портрет. Музей Коррер

Все они работали примерно в 1490—1510-е гг. и известны именно как портретисты. Они продолжали писать и во время Высокого Возрождения, испытывая влияние мастеров нового поколения (Джорджоне, Тициана, Рафаэля). К этому периоду относится и ряд неподписанных работ. Так, портрет из музея Коррер, сейчас считающийся работой Карпаччо, атрибутировался Филиппо Маццоле. В «Портрете сенатора» Бонсиньори (см. выше) заметна жестковатость темперной техники и лишь внешнее использование уроков Беллини. Сильным немецким влиянием отмечен портрет юноши из Вашингтона, возможно, его автор — Якопо де Барбари. Ему же традиционно приписывается «Портрет математика Луки Пачоли с учеником» (хотя, может, картину написал другой, неизвестный художник к инициалами Jaco.Bar., на которых основана атрибуция, или может быть, Альвизе Виварини или какой-нибудь приезжий испанский мастер). Эта картина — один из самых ранних примеров парного портрета, который получит такое развитие в XVI веке. Это целая символико-повествовательная композиция с отсылками к Евклиду, и проч.
Та же тенденция к расширению и сюжетному усложнению композиции видна в других работах венецианцев. Увеличиваясь в размерах, портрет из лаконичной погрудной композиции превращается в целую картину. В портрете неизвестного художника из галереи Сабауда, Турин — уже целая полуфигура с руками, на парапете книга и цветок, рука поднята в жесте — открытой ладонью вверх (что обозначает вопрос).
В отличие от Джованни Беллини, сохранявшему верность своей композиции до конца, у мастеров рубежа XV—XVI вв. всё чаще появляются портреты с развитой поясной композицией, которая позволяла изобразить руки. Более сложному построению композиции соответствовали и более детализированные пейзажные и интерьерные фоны. Эта эволюция была связана с появлением пришлых мастеров, знакомых с практикой других художественных школ Италии и искусством Нидерландов. Показательно творчество Андреа Соларио, который родился в Милане, в 1490—93 жил в Венеции, потом вернулся в Милан (где попал под влияние Леонардо), затем съездил во Францию. Пребывание в Венеции наложило отпечаток на стиль его ранних произведений. По его произведениям видно, как постепенно усложняются композиции его портретов. В его портрете из Милана (ок. 1490) — у нижней кромки картины видна левая рука с кольцом на указательном пальце, которая поднята к груди, сжимая край плаща (такой мотив был на портрете Альвизе Виварини из Лондона, возможно, это ломбардская мода, восходящая к Нидерландам). Жест повторяется в портрете из Бостона, но композиция уже просторней, полуфигура развернута почти фронтально, темный нейтральный фон заменен интерьером с окном, где виден пейзаж. Наконец, в портрете сенатора из Лондона (ок. 1493), показаны уже обе руки (с повтором привычного жеста левой), причём правая держит гвоздику, которую так любили писать нидерландцы. Весь фон превращен в пейзажную панораму. Его «Джованни Кристофоро Лонгони» (1505) — свидетельство дальнейших экспериментов художника.
- Андреа Соларио. Мужской портрет. Бостон
- Андреа Соларио. Портрет венецианского сенатора. Лондон
- Андреа Соларио. Джованни Кристофоро Лонгони
- Лоренцо Лотто. Епископ Бернардо де Росси

В дальнейшем, однако, композиция венецианских художников изменится. Портрет Высокого Возрождения в Венеции будет характеризоваться значительными размерами картины, поясной композицией со свободным расположением полуфигуры в пространстве, укрупнением всех форм и отказом от пейзажного фона — начиная примерно с 1510 года (например, ранние портреты Тициана). Лоренцо Лотто в портретах начала XV века («Епископ Бернардо Росси», «Молодой человек» из Вены) по форме продолжает традицию небольших поргрудных портретов позднего кватроченто, но его портреты отличаются новизной композиционных приемов, которые, как и аксессуары (например, занавески), позволяли острее выявить индивидуальность модели.

#### Флорентийский портрет последней трети XV века
Новый и чрезвычайно продуктивный период в искусстве Флоренции начинается в 1460-е года. Общественный заказ уступил место частному меценатству, отчего искусство становится многообразнее и тоньше, но отчасти утрачивает монументальность и синтетичность стиля. Вместо суровых образов появились изящные. Идеалом времени стала красота юности. Возрастает тяга к лиризму и камерности, но одновременно и к прозаической детализации — т. н. «кватрочентистский натурализм». Расширяется и углубляется аналитическое наблюдение за природой и человеком, ищутся более острая выразительность и психологизм образов, которые передаются сложным ритмическим движением фигур, позами, жестами, мимикой. Многие мастера экспериментируют. Научные идеи поселяются в передовых художественных мастерских. Античность притягивает внимание художников и заказчиков. Рост светских элементов способствует развитию портрета как самостоятельного жанра (при этом и религиозное искусство получает новые идейные черты — непосредственность и взволнованность личного благочестия).
В искусстве Флоренции этого периода четко обозначаются два различных течения, которые возникли из противоречия общественной жизни:
- тяга к будничному повествованию и аналитическому жанризму, трезвый будничный реализм — согласно вкусам богатого флорентийского бюргерства, которое утратило прежние героические идеалы (Доменико Гирландайо, Козимо Росселли, Бенедетто да Майано)
- утончённый идеал духовного аристократизма и поэтическая метафоричность художественного мышления на осноев литературы и философо-теологических идей неоплатонизма — согласно вкусам окружения Лоренцо Великолепного (Боттичелли, Филиппино Липпи, Пьеро ди Козимо, Антонио Полайоло, Андреа Верроккьо, ранний Леонардо, юный Микеланджело)[38].

Флорентийское искусство того времени (как и венецианское) содержала не только изживавшие себя традиции кватроченто, но многие идейные и формальные элементы нового классического стиля Высокого Возрождения. В период позднего кватроченто оно, безусловно, отмечено печатью высокой ренессансной гуманистичности. Особенности стиля нашли отражение и в портретном жанре последней трети XV века. Перемены в жанре были значительными: резкое увеличение общего числа портретов (это значит, что он прочно вошёл в жизненный обиход флорентийцев). Причём все эти портреты уже не памятные посмертные, а сделанные с живых людей. Увеличилось типологическое разнообразие портретов — наряду с привычным профильным (также изменившимся) значительны портреты в три четверти и в фас, часто на фоне интерьера или пейзажа, с привлечением разных бытовых аксессуаров. Погрудная композиция превращается в поясную. Появляются руки, которые опираются на парапет перед фигурой или держат предмет — это помогает усилить повествовательную и эмоционально-психологическую выразительность образа. Иногда жест имеет подчёркнуто индивидуальное значение. Эти радикальные перемены (заметные и в портретах на фресках) были связаны с общим обогащением художественной экспрессии образов того времени. Также весьма значительно их подготовило развитие скульптурного портрета во Флоренции, шедшее с 1450-х годов, а также знакомство с нидерландским портретом, в первую очередь Ханса Мемлинга.
Благодаря этому в последней трети XV века Флоренция заняла ведущее место в развитии ренессансного портретного искусства. Флорентийцы активно искали разнообразные художественные решения, которые в начале XVI века определят становление нового типа композиции у Леонардо и Рафаэля.

##### Поллайоло, Верроккьо, Леонардо
Некоторые новые тенденции флорентийской портретной живописи уже налицо в творчестве братьев Поллайоло — Антонио и Пьеро. С ранним творчеством Антонио связаны два портрета (также атрибутировавшиеся Доменико Венециано). Эти женские образы ещё тесно связаны с прежней традицией. Но художник, заменив синий декоративный фон на голубое небо с облачками, внес существенную поправку в плоскостную композицию профильного изображения — теперь оно строится на противопоставлении ясно очерченного силуэта (обведен тонкой темной линией) и светлой воздушной пространственной среды. В берлинском портрете пространственный эффект дополнительно усилен изображением края мраморной балюстрады, расположенной позади фигуры. К кругу братьев Поллайоло причисляется ряд профильных портретов (Метрополитен, Уффици, Музей Изабеллы Стюарт Гарнднер, соборание Херцлофа в Нью-Йорке, Лондонская национальная галерея) — но они более традиционны, так как вместо неба там дается простой синий фон.
«Портрет Галеаццо Мария Сфорца», написанный во время его визита в 1471 году во Флоренцию братьями Поллайоло (обычно считается, что Пьетро) — значительно важнее для характеристики искусства братьев. Он написан в едва намеченном трёхчетвертном повороте лица, переданном почти по-старому, в профиль, сочетается с широким разворотом плеч. Правая рука герцога держит перчатку, снятую с другой руки. Пропорции изысканы и удлинены, силуэт оплощен, рисунок изыскан — и в этом есть что-то от Рогира ван дер Вейдена. В этом пострадавшем от реставрации произведении видны новые искания флорентийских портретистов.
Мастерская Андреа Верроккьо в 1460—70-е сделалась центром исканий и экспериментов. Из неё вышли многие образы, которые найдутся у раннего Леонардо, Боттичелли, Лоренцо ди Креди, Гирландайо и Перуджино. В этой мастерской протекала разносторонняя и продуктивная деятельность, умело обучали начинающих художников (на основе практике натурного рисунка), новаторски относились к техническим и творческим вопросам искусства. Сам Верроккьо начинал как ювелир, с 1460-х перешёл на скульптуру (бронзу), и стал брать заказы на живописные работы, которые выполнял с привлечением учеников, в число которых входили Боттичелли, Гирландайо, Перуджино, Леонардо, Лоренцо ди Креди. Картины, которые вышли из этой мастерской в конце 1460—начале 1470-х, написаны уже маслом, что говорит об интересе молодых художников к достижениям нидерландцев. Приемы композиции, выработанные в жанре небольших религиозных картин, вскоре оказались перенесёнными на портрет, что можно увидеть у Боттичелли, Леонардо, Лоренцо ди Креди, Гирландайо. Новая типология флорентийского портрета формировалась и непосредственно под влиянием образцов нидерландской портретной живописи.
Мраморный бюст неизвестной дамы, известный как Dama del Mazzolino (1470-е) — интересное отражение творческих опытов мастерской. Примечательная особенность — замена привычного погрудного бюста полуфигурой и включение в композицию рук. Это уникальное решение проще всего объяснить влиянием живописного портрета. Верроккьо нарушил структурную замкнутость и традиционную завершённость нижней части портрета. Кроме того, Верроккьо был чрезвычайно натуралистичен: Вазари пишет, что мастер имел обыкновение делать гипсовые отливки по формам, снятым с живого тела, «дабы иметь возможность с большим удобством держать их перед собой и воспроизводить их, как, например, кисти рук, столпы, колени, голени, руки и торсы». Гращенков предполагает, что исходным источником его замысла этого бюста (изначально раскрашенного) были упомянутые выше восковые натуралистические статуи ex voto. Можно усмотреть и классические реминисценции: среди древнеримских портретов иногда встречаются женские полуфигурные бюсты с руками, также есть барельефные эпитафии. Модель в этом бюсте не идеализирована, плечи узки и асимметричны, широкая шея и впалая грудь, облик тяжеловесен и лишен изящности, которой флорентийские художники обычно наделяли своих условных девушек на портретах. По сравнению с их поэтическими образами этот — полнокровнее, реалистичнее, даже соски проступает сквозь ткань. Такую осязаемую физически трактовку живого тела можно было встретить только в женских бюстах римлян. При этом фактура текстиля передана в мраморе с почти живописной иллюзорностью. Строгость фронтальной композиции смягчена тем, что голова чуть повернута в сторону и наклонена набок. Лицо застыло неподвижной маской, а руки полны одухотворённости, робкий жест выдает душевное волнение.
Не зная точной датировки, нельзя сказать, эта ли статуя повлияла на «Портрет Джиневры Бенчи» Леонардо да Винчи, или наоборот (картина Леонардо обрезана снизу, и благодаря этому руки исчезли). Этой же работе подражает Лоренцо ди Креди в своем портрете «Джиневры ди Джованни Никколо (?)» (Метрополитен). «Портрет Джиневры Бенчи» — ещё ранняя работа Леонардо, когда он только освобождается от влияния Верроккьо. Хотя и утративший важную часть своей композиции, грубо искажённый в пропорциях, «Портрет Джиневры Бенчи» всё ещё производит сильное впечатление. Это достигается не только новыми приемами соотношения портретного бюста и пейзажного пространства, новой трактовкой этого пространства, тонко рассчитанными эффектами освещения, но и общим эмоционально-психологическим настроем образа. В нарушении традиции Леонардо изобразил её повернувшейся не влево, а вправо, соответственно расположив источник света. Такой зеркальный поворот привычной композиции вносит в неё некоторую непринуждённость. В дальнейшем он будет пытаться разрешить проблему психологической выразительности портрета сходным методом — поворотом головы, движением рук (например, в профильном рисунке Изабеллы д’Эсте он изобразит руки, прямо предвосхищая жест Джоконды).

##### Боттичелли
Сандро Боттичелли также знал об экспериментах в мастерской Верроккьо и воспользовался ими очень своеобразно в своих портретах 1470-х годов. Они соединяют стремление продолжить традицию флорентийского профильного портрета 1450-х, а также чуткость к новаторству нидерландцев и свою творческую оригинальность. «Портрет молодого человека» (Флоренция, палаццо Питти, ок. 1470) — самый ранний из приписываемых его кисти. Мастер следует за типом композиции, которая впервые во Флоренции появилась у Андреа дель Кастаньо. В «Портрете Смеральды Брандини (?)» он дает иное решение — женская полуфигура развернута фронтально. Она показана через раму окна, на фоне резко убегающей перспективы светлого интерьера со скупыми архитектурными элементами (ещё плохо между собой согласованными). Прямым отголоском ранней композиции Филиппо Липпи является «Портрет женщины с атрибутами св. Екатерины, т. н. „Катерина Сфорца“» (Линденау) — строго профильный полуфигурный портрет, изображающий женщину в углу комнаты с двумя окнами, в которых открывается вид на ландшафт.
Мужской портрет (Филанджьери, Неаполь, не сохранился, ок 1476) — 3/4-й поворот, органичное включение в интерьер, является повторением нидерландского типа «портрета в угловом пространстве». Лицо освещается светом, проникшем сквозь окно в боковой стене слева. За спиной — второе окно с пейзажем. Бесспорно, лучший ранний портрет художника — «Неизвестный с медалью Козимо Медичи» (ок. 1475). Портрет написан темперой на доске и составляет с рамой одно целое. Модель прижимает двумя руками большую рельефную медаль из позолоченного стука. Образцом мог послужить портрет Мемлинга («Неизвестный с медалью», Антверпен). Модель передана на фоне пейзажа — долины реки Арно, но в отличие от аналогичного мотива у Поллайоло, он передан с упрощённым лаконизмом деталей. Картина сохраняет внешние отголоски стиля Поллайоло, тесно примыкает к новейшим тенденциям флорентийского портрета, но по живописному решению и образному строю обнаруживает иные устремления автора — композиция, хотя и спокойна, но имеет какую-то напряжённость (неловкий наклон головы, печальный взгляд, подчёркнутая демонстративность жеста, контраст красного и зелёного в одежде).
- Боттичелли. Портрет женщины с атрибутами св. Екатерины, т. н. Катерина Сфорца (Линденау)
- Боттичелли. «Мужской портрет», Филанджьери
- Боттичелли. Портрет молодого человека с медалью Козимо Медичи
- Боттичелли. Женский портрет. галерея Палатина

Пока флорентийцы и умбрийцы последней четверти XV века всё шире используют в портрете интерьер и пейзаж, Боттичелли резко меняет направление своего стиля. С 1475-х он «свертывает» и сохнательно оплощает пространственную композицию, навсегда убирает пейзаж, упрощает интерьер, убирая из него перспективность и трёхмерность и превращая в линейно прорисованную рамку позади фигуры. Реальные объём и пространство деформируются и абстрагируются. Полуфигура заполняет всё поле картины и стискивается между передним планом и геометризированным фоном. Художник тяготеет к линейно-ритмическому выражению образа.
Женские портреты (известны по копиям и репликам, вероятно, работы мастерской 1480-х) говорят о том, что Боттичелли следует примеру Филиппо Липпи и снова возвращается к строгому профилю с изящным силуэтом и жёсткой рамой, нишей или окном. Пример такого рода — «Женский портрет» (галерея Палатина, ок. 1475—80) и гипотетические профильные портреты Симонетты Веспуччи.
Сохранилось 4 портрета Джулиано Медичи в сходных вариантах, определить, какой из них собственноручно написан Боттичелли, и тем более прижизненный, невозможно. Вашингтонский из них наиболее интересен по скрытой символике. Джулиано Медичи во всех вариантах изображается в трёхчетвертном развороте плеч и лицом — почти в профиль, на светлом фоне. Светотень лишена пластической структурности. Локальный цвет передается декоративным пятном, четко очерченным контуром. Рисунок обобщен и графичен, и подчиняет себе все средства художественной выразительности. При такой композиции индивидуальный облик лишен живой непосредственности, он кажется лишь памятным изображением вне времени и пространства. Лицо отвернуто, глаза опущены, образ отчужден.
К следующему периоду относятся его портретные образы, созданные во фресках (см. выше). Композиции от этого стали проще, а образы психологичнее, появилось реалистическое начало. Он уменьшает свои станковые портреты в размерах, не делает стилизованных интерьерных фонов, смягчает акцентирование плоскостных и линейных элементов, сосредотачивая внимание на мимике. Пример — «Портрет юноши» (Лондон, ок. 1483). Модель передана строго в фас, и от этого лишена непринуждённого движения. Но в этой насильственной неподвижности становится заметнее экспрессивная асимметрия лица. Темный фон и одежда выделяют светлое лицо, красная шапка вносит пронзительную ноту в коричнево-оливковую гамму.
Другой юношеский портрет (Вашингтон) имеет сходные интонации. Правая рука, прижатая к груди — жест сердечной верности, поэтому, наверно, это портрет жениха или новобрачного. Именно такая меланхолическая интонация помогает отличать портреты Боттичелли от работ учеников. Бернсон, отмечавший подобное различие, объединил большую группу картин под псевдонимом Amico di Sandro («друг Сандро»). Позже ряду этих картин было возвращено авторство Боттичелли, а другую часть признали работами молодого Филиппино Липпи.
Таковы два портрета из Вашингтона и Лувра, которые по мнению Гращенкова следует считать работами молодого Филиппино Липпи. Портретные изображения этого периода запечатлевают людей с высокой художественной объективностью (без драматической экспрессии, которая присутствует в боттичеллиевских религиозных картинах этих лет — таковы портрет Микеле Марулло, Лоренцо Лоренцано.
- Боттичелли. Молодой человек. Вашингтон
- Боттичелли. Микеле Марулло
- Боттичелли. Лоренцо Лоренцано

История флорентийского портрета с 1480 года богата и разнообразна. Существует несколько портретных тенденций:
- влияние Боттичелли (раннего периода)
- начинания мастерской Верроккьо, продолженные в прозаических портретах его ученика Лоренцо ди Креди.
- с предыдущей линией соприкасается творчество Гирландайо и его сына Ридольфо Гирландайо, который сохранит эту позднекватрочентистскую тенденцию аж до 1510-х, эклектически соединив её с Леонардо и Рафаэлем

Влияние Боттичелли в творчестве его современников проявилось по-разному: у молодого Филиппино Липпи самым непосредственным образом. Под его же впечатлением работал Бьяджо д'Антонио да Фиренце («Портрет мальчика», Вашингтон, «Портрет молодого человека», Метрополитан). В этих двух портретах видны внешние приемы — пейзажные фоны, введение рук в композицию. Более оригинален в своем истолковании автор «Портрета неизвестного» из Лондона, предположительно Раффаэлино дель Гарбо, возможно, ученика Филиппино Липпи. Это почти поясное изображение молодого человека в чёрном, смещённое в угол интерьера с окнами. Традиционное спокойствие позы нарушено резким поворотом головы, движение её продолжают сильно скошенные глаза — человек будто обернулся на чей-то голос. Левая рука беспокойно сжимает плащ, правая — легко касается парапета. Рентген показал, что художник менял положение правой руки и очертание правого плеча по меньшей мере трижды. Занавески создают впечатление, будто мы увидели этого человека внезапно. А модель, будто поглощённая своим делом, избегает контакта со зрителем. Образная концепция, близкая Боттичелли, совмещена тут с умбрийскими мотивами в окнах (поэтому портрет следует отнести не к 1470-м, а к 1490-м).
С ранним творчеством Боттичелли связана линия поэтически идеализированного женского портрета, в котором смягчено индивидуальное. Это приближает такие образы к собирательному типу лица, который встречается в религиозных картинах мастера. Особенно легко было превратить реальное лицо в воображаемый портрет в профильных композициях. Все эти «портреты Симонетты Веспуччи» по сути являются идеально-поэтическими образами. Например, портрет из Франкфурта характеризует скрытая мифологизация образа, эти женщины кажутся этюдами для Венер в экзотических костюмах и невиданных прическах.

##### Прочие
Искусство Боттичелли было востребовано в аристократических кругах флорентийцев, близких к Лоренцо Медичи. Более приземлённые бюргеры предпочитали более трезвое и прозаичное мастерство Лоренцо ди Креди, ученика Верроккьо. Лучшие его работы относятся к 1480—90-м годам — это небольшие религиозные картины и портреты, в которых он использует интерьерные и пейзажные мотивы, давно выработанные в мастерской. В большинстве своих портретов он использует поясную композицию, позволяющую показать жестикуляцию рук. Таков портрет из Форли («Дама с жасмином (Катерина Сфорца?)»): женщина изображена в комнате, на фоне занавески, в просветах по краям виден пейзаж в нидерландской манере. В руках у неё растение иссоп — символ покаяния и смирения, дающий очищение. Лицо впрочем сильно смытое в последующие века, весьма прозаично, сближаясь с флорентийками Гирландайо.
В своем «Автопортрете» художник написал себя на фоне пейзажа с чуть склонённой головой. Очевидно, он не был тонким физиономистом, но умел тщательно и передавать натуру (воспитание в школе Верроккьо), а также умел схватывать изменчивое выражение живого взгляда. Самой известной его работой является «Портрет Перуджино (?)», который приписывают и собственно Перуджино, и Рафаэлю. Его композиция — расположение полуфигуры почти в фас в углу комнаты с окном строго следует какому-то нидерландскому образцу, но по образному строю это — типичное проявление гуманизированного самосознания своей личности человеком итальянского Возрождения.
Дважды то же интерьерное решение alla fiamminga использовал в своих портретах Гирландайо. Первый, судя по позднейшей надписи — «Портрет Франческо Сассетти с сыном Теодором», второй — «Портрет деда с внуком» (ок. 1486—90), особенно запоминающийся благодаря обезображенному болезнью лицу старика. Пейзаж в окне с мотивами, типичными для Гирландайо и мастерской, написан сухо, без воздушной дымке, да и самому образу характерен суховатый прозаизм всприятия.
- Гирландайо. Портрет старика с внуком
- Майнарди или Гирландайо. Портрет девочки. Лондон
- Гирландайо. «Портрет Лукреции Торнабуони»

Современникам эта документальная достоверность импонировала. Это видно по женским портретам. Они близки к образам дам из его фресок — например, «Портрет Лукреции Торнабуони». В одном случае есть абсолютно точное совпадение профиля Джованны Альбиццы из капеллы Торнабуони с её посмертным станковым портретом (см. выше). Трудно отличить его портреты от работ его брата Давида и шурина Бастиано Майнарди («Портрет девочки», Лондон, «Женский портрет», Линденау)
Но с уверенностью можно сказать, что ему принадлежит диптих с портретами неизвестных молодоженов из Берлина (1490-е). На то, что это диптих, указывает одинаковый размер и единая пейзажная панорама, в центре которой находятся два дерева, чьи кроны тесно сплелись друг с другом. На дороге изображены две фигурки, мужская и женская, взявшиеся за руки. За бюстом юноши, написанном в три четверти, разворачивается открытое пространство пейзажа с далеким городом, кораблями и мостами, пейзаж на портрете девушки пустынен, а сама она написана на фоне окна-лоджии с двумя колоннами (такой фон есть в одном из портретов Мемлинга). За спиной у девушки полки с предметами, которые имеют религиозно-символизирующую символику.
Творчество Луки Синьорелли занимает в истории флорентийского портрета особое место. Он был уроженцем тосканского города Кортона и часто ошибочно причислялся к умбрийским мастерам. Он был учеником Пьеро делла Франчески, а решающее значение в его формировании оказала именно Флоренция. Он сумел воспринять антикизирующие тенденции. Его «Портрет юриста» (1485—95, Берлин) отличается классицистическими деталями, и выделяется из ряда флорентийских и умбрийских портретов своей укрупнённостью форм лица, пластической массивностью, большим реализмом черт, крупными цветовыми пятнами, монументальной лапидарностью портретного бюста.
Пьеро ди Козимо по-своему продолжил субъективное романтическое истолкование образов и тем античности Боттичелли. Такова его «Симонетта Веспуччи — Клеопатра», причём сказывается это не только в фигуре, но и в взволнованном пейзаже. Его отличительная черта — фантастичность замысла. Но его портретный диптих из Амстердама (ок. 1495) говорит о его выдающейся способности о портретировании с натуры. Он изобразил за одинаковыми парапетами погрудно крупным планом архитектора Джулиано да Сангалло и его отца Франческо Джамберти (давно умершего). Оба портрета снабжены атрибутами — циркулем архитектора и нотами. Оба лица отличаются «веризмом», из-за чего они даже приписывались нидерландцу Луке Лейденскому. Так же «по-северному» написаны пейзажи на заднем плане. Эта реалистичность, безусловно, была подсказана мастеру «Алтарем Портинари». Всё же, этот диптих с его явными нидерландизмами выпадал из общей эволюции флорентийского портрета.
- Пьеро ди Козимо. Т.н. Портрет Симонетты Веспуччи в образе Клеопатры
- Пьеро ди Козимо. Портрет архитектора Джулиано да Сангалло
- Пьеро ди Козимо. Портрет Франческо Джамберти

В этот период, при всем разнообразии, примерно с 1490 года резко исчезает интерес к интерьерной композиции и возрастает число открытых пейзажных фонов. Эта тенденция, определявшаяся сначала нидерландцами, подпиталась влиянием умбрийских мастеров. Пейзажный фон обогащает и изменяет камерную концепцию портретной композиции. Голова, возвышаясь над пространством ландшафта, обретает скрытую монументальность и торжественность, которые нейтрализовали типичное для того времени усиление жанрово-натуралистичных черт в передаче человека. Одновременно, сравнивая пейзажи конца века с 1460—1470-х можно заметить сильный отход от топографической правдивости и документальности в сторону удачно скомпонованного ландшафта с настроением тихой идиллии. Эти пейзажи, стереотипные по набору мотивов, особенно удавались умбрийцам. Они всегда построены в тонкой ритмической согласованности общих очертаний и деталей с силуэтами полуфигуры на переднем плане. Склоны гор или скалы образовывали своего рода кулисы, там же писались с расчетом тонкие деревца. За спиной модели виднелась долина с редкими рощами или отдельно стоящими деревьями (с шарообразными, как у нидерландцев, кронами). Вдали почти всегда писались стены и башни города с островерхими колокольнями и крышами, более типичными для Севера, чем для Италии.
Типичный пример такой согласованности — «Портрет мальчика» Пинтуриккьо. Он не был в этом новатором, идя по стопам Перуджино. Многие особенности умбрийского пейзажа видны уже в «Автопортрете» Лоренцо ди Креди. По этой причине кисти Лоренцо ди Креди даже одно время приписывалось много портретов круга Перуджино, включая даже самого «Мальчика». Перуджино приписывался ещё один «Портрет юноши» (Вашингтон), работы Аньоло или Доннино ди Доменико дель Маззьери, работавшего с умбрийскими чертами. В этой работе появилась важная композиционная особенность: юноша, мечтательно поднявший глаза вверх, изображен по пояс, его руки положены друг на друга и покоятся на парапете.
Именно такую, максимально расширенную пространственную композицию дает Перуджино в «Портрете Франческо дель Опере» (1494). Губы модели плотно сжаты, взгляд устремлен на зрителя, распушившиеся волосы окружают лицо, в руке бумажка со строками из Апокалипсиса. Фигура развернута фронтально и наполняет все поле картины. Руки опираются на парапет и придают композиции дополнительную устойчивость. Серьёзность лица оттеняет идиллический пейзаж вполне в умбрийской традиции, но при этом с бо́льшей воздушностью и торжественным покоем. Художник избегает ненужных подробностей.
Спустя 10 лет Леонардо напишет во Флоренции «Джоконду». Психологизм её образа остался современниками непонятым, зато найденная им формула портретной композиции тотчас же получила широкое распространение. Леонардо был связан с традицией флорентийского портрета позднего кватроченто, но изменил его художественную схему радикально в одном отношении: он уничтожил парапет на переднем плане картины и этим убрал преграду, отделяющую пространство картины от реального пространства зрителя. Фигура спокойно сидящей Джоконды с руками, которые опираются на подлокотник кресла, полно открывается взгляду зрителя, её легко представить во весь рост. Этим приемом элементарно достигается более сильная монументальность образа. Леонардо сам писал, что портреты надо писать в затенённом пространстве с рассеянным светом, поэтому понятно, почему он сохраняет рудименты интерьерной композиции (которую так любили в школе Верроккьо): низкий парапет и край базы колонн лоджии. Благодаря этой архитектурной преграде горный пейзаж кажется более отдалённым, и эта отдалённость делает его ирреальным и фантастическим. Отличие «Джоконды» от схемы позднего кватроченто (воплощённом у Перуджино) — в решении переднего плана, а также в ином соотношении фигуры и пейзажного пространства.
Затем новаторскую идею Леонардо использует Рафаэль, упростив её до предела: парные портреты супругов Анджело и Маддалены Дони (ок. 1506). Позы и жесты вольно повторяют «Джоконду», но пейзаж почти не отличается от Перуджино. Лишь позднее он найдет своё собственное решение портрета, поистине классическое: в своих римских портретах он откажется от пейзажного фона, и всё внимание сосредоточится на фигуре. Леонардовская композиционная формула получит у него новое наполнение («Портрет Бальдассаре Кастильоне», 1515).
- Рафаэль. Портрет Анджело Дони
- Рафаэль. «Портрет Маддалены Дони»
- Рафаэль. Портрет Бальдассаре Кастильоне

Такой новый тип портретной композиции — сидящая фигура почти поколенно — стал отличительной особенностью многих портретов Высокого Возрождения. Но ещё долго он будет эклектически сочетаться с присущими кватроченто мелочностью и прозаизмом трактовки образа в ряде флорентийских портретов 1500—1520-х гг. Но хотя границы между концом Раннего Возрождения и началом Высокого достаточно размыты, во Флоренции кульминационным завершением Раннего Возрождения следует признать именно перуджиновский «Портрет Франческо дель Опере».

#### Итоги периода
К концу XV века, при всем стилистическом различии школ и индивидуальностей мастеров, в развитии станкового портрета намечается определённое единство в понимании образа человека и средствах художественной выразительности. Почти повсеместно — тяготение к сдержанности, замкнутости и созерцательности портретного образа. Отдельные попытки психологического углубления на данном этапе ещё не получают полной творческой реализации — внутренний мир модели по-прежнему мыслится в своей типической цельности. Мастера Флоренции, Умбрии, Феррары, Болоньи, Милана, Венеции и проч. используют, ведущие и второстепенные, используют одни и те же приемы построения портретной композиции, которая существует в нескольких типических вариантах. Модель дается в три четверти или в фас, погрудно или по пояс (с руками), на нейтральном (темном или светлом) фоне, или же в интерьере с 1—2 окнами, или же на фоне пейзажной панораме. Своеобразие местных школ проявляется лишь в колористическом строе и в трактовке пейзажа.
Многие формально-типологические особенности портрета позднего квадроченто перешли в портрет Высокого Возрождения. Но в новую эпоху (если отбросить компромиссные решения, которые были у ряда портретистов Тосканы, Эмилии, Ломбардии, Венеции и Венето в 1500—1520-х гг.) композиция и образное содержание радикально перерабатываются в сторону большей репрезентативности, социальной конкретности и индивидуальной психологической углублённости.
Хотя считается, что портрет Высокого Возрождения более весом в традиции европейского портретного искусства, более скромные портреты Раннего Возрождения обладают своей ценностью. Никогда больше новый идеал человека (рождённый Ренессансом), не будет иметь такую простую, ясную и цельную форму выражения, как в XV веке. Позже портретный образ будет богаче, сложнее и тоньше, иметь больше остроты и драматизма, но в нём будет недоставать радостного и сильного чувства первого открытия ценности человеческой личности, выражение в ней безмятежной гармонии индивидуального начала и типических черт.

## Монеты и медали
Рождение монетного изображения в Западной Европе связывается с монетой, вычеканенной Пандольфо Малатеста для города Брешиа уже только около 1420 года. Это было началом отхода от средневековой традиции воспроизведения при чеканке символического образа властителя и, как следствие, перехода к изображению конкретного лица.